# Irak
Die Republik Irak (amtlich: arabisch جمهورية العراق, DMG Ǧumhūriyyat al-ʿIrāq, kurdisch كۆماری عێراق Komarî Êraq), kurz (der) Irak (oder international auch Iraq), ist ein Staat in Vorderasien. Der Irak grenzt an Kuwait, Saudi-Arabien, Jordanien, Syrien, die Türkei, Iran und den Persischen Golf und umfasst den größten Teil des zwischen Euphrat und Tigris gelegenen „Zweistromlandes“ Mesopotamien, in dem die frühesten Hochkulturen Vorderasiens entstanden sind, sowie Teile der angrenzenden Wüsten- und Bergregionen. Er wird zu den Maschrek-Staaten gezählt. Den Norden des Landes bildet die autonome Region Kurdistan, die ein eigenes Parlament und eigene Streitkräfte (Peschmerga) führt.
Mit etwa 43 Millionen Einwohnern (Stand 2023) gehört der Irak zu den fünf größten Ländern der arabischen Welt. Seine Hauptstadt und größte Stadt ist die Metropole Bagdad, weitere Millionenstädte sind auch Basra, Mossul, Erbil, Sulaimaniya, Nadschaf, Kirkuk und Kerbela. Durch die Flüchtlingsbewegungen im 20. und 21. Jahrhundert vollzog sich im Land eine rasche Urbanisierung. Der Irak steht auf der Weltrangliste der Länder mit den meisten Bodenschätzen auf Platz 4, seine Wirtschaft basiert vor allem auf dem Export von Erdöl und zu geringem Teil auf der Landwirtschaft.
Der heutige Irak entstand 1920 aus den drei osmanischen Provinzen Bagdad, Mossul und Basra. Von 1921 bis 1958 bestand das Königreich Irak, 1958 wurde der König durch einen Militärputsch gestürzt und die Republik ausgerufen. Von 1979 bis 2003 wurde das Land von Saddam Hussein diktatorisch regiert, das Land führte Kriege gegen die Nachbarstaaten Iran und Kuwait. Eine multinationale Invasionstruppe („Koalition der Willigen“) unter Führung der Vereinigten Staaten stürzte 2003 das Regime Saddam Husseins, ohne stabile Strukturen für die Nachkriegsära aufzubauen.
Nach dem erklärten Kriegsende kam es während der Besetzung des Iraks 2003–2011 zu bürgerkriegsähnlichen Zuständen, tausenden Terroranschlägen, Kriegshandlungen und Gewaltkriminalität, sowohl verschiedener irakischer Gruppen gegeneinander als auch gegen die westlichen Besatzungstruppen. Sie forderten vor allem unter den irakischen Zivilisten eine unbekannte Anzahl an Todesopfern und Verletzten. Ab Dezember 2013 kam es zu einem Krieg zwischen dem Irak und Islamisten des ISIS, die Teile des Staatsgebietes eroberten. Im Dezember 2017 verkündete die irakische Regierung, dass die irakischen Streitkräfte die vollständige Kontrolle über die syrisch-irakische Grenze übernommen hätten und der Krieg gegen den IS beendet sei.

## Geographie

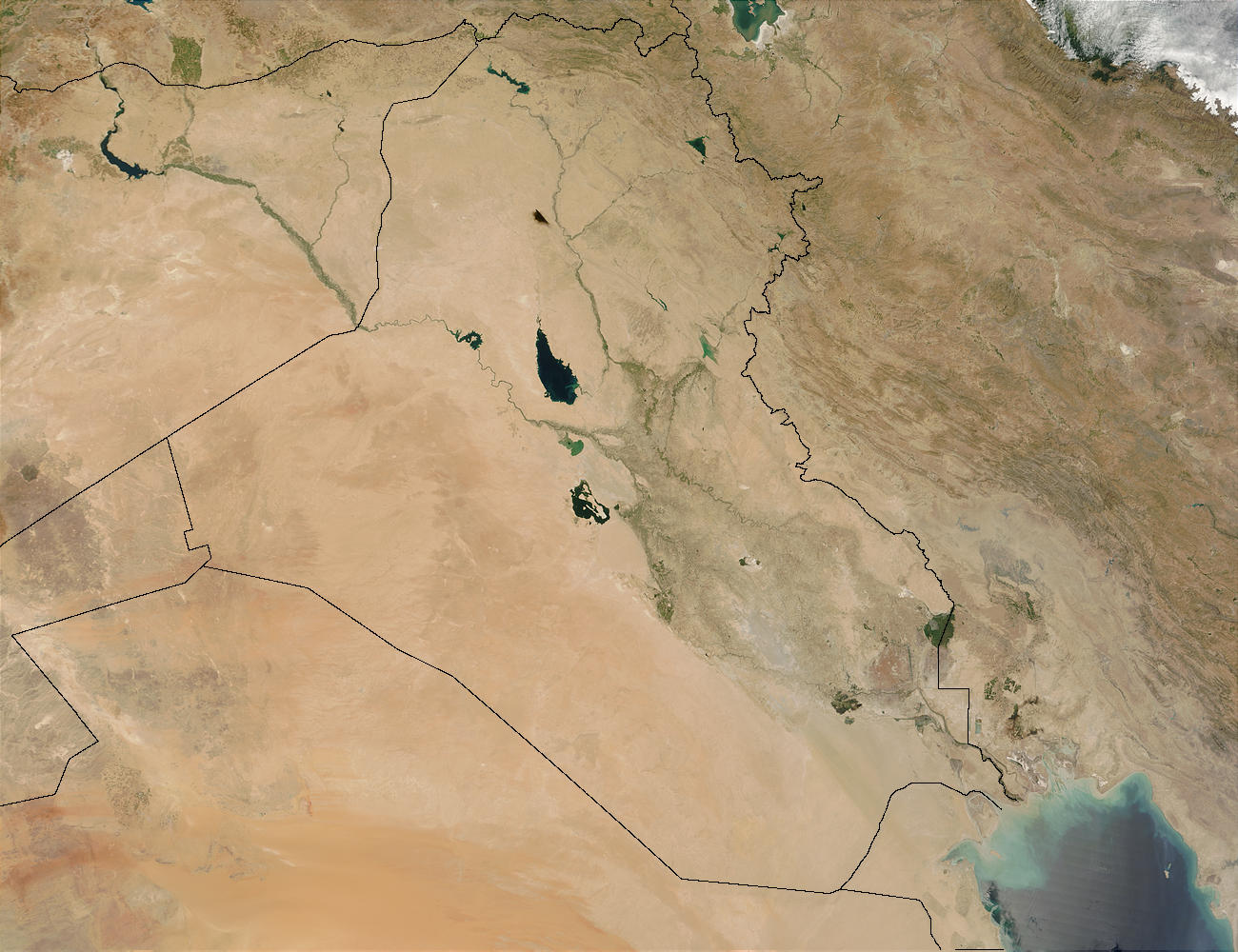
Satellitenaufnahme mit eingezeichneten Landesgrenzen

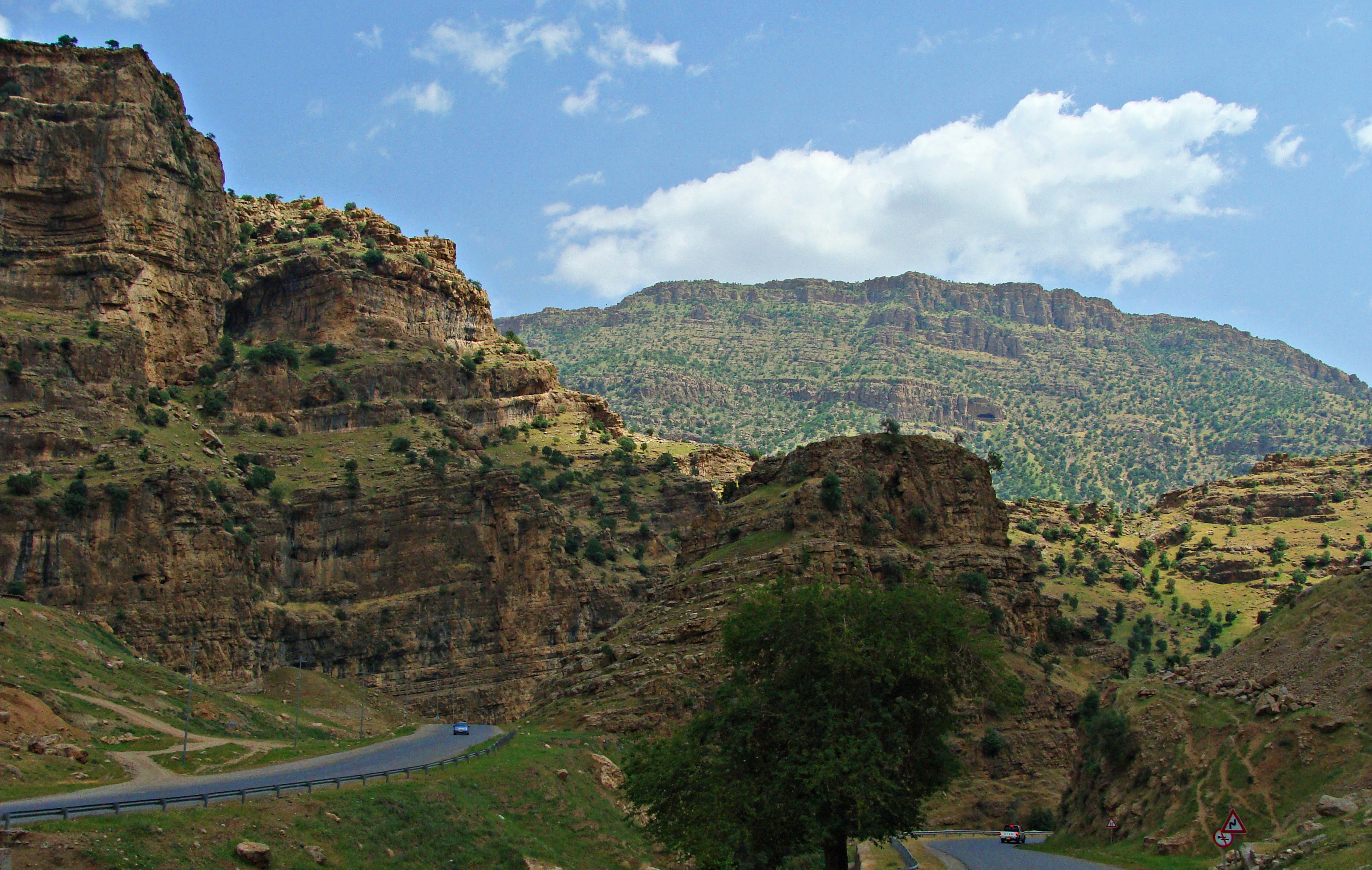
Zagrosgebirge im Nordosten Iraks

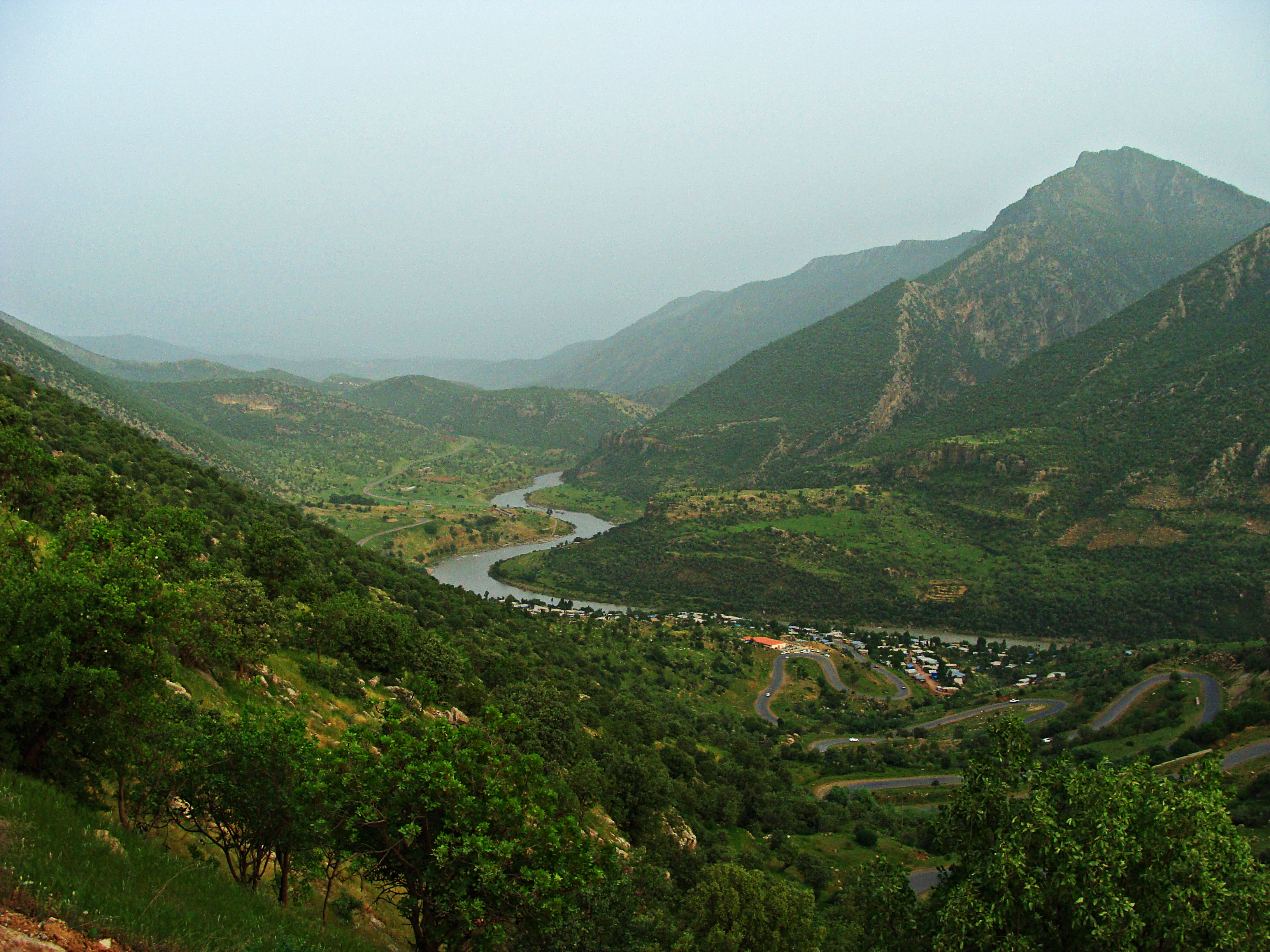
Landschaft im Nordirak am Großen Zab

Der Irak gehört zum Orient. Zum Kulturraum des Orients werden gewöhnlich Länder Nordafrikas und Südwestasiens gezählt. Sie liegen überwiegend im Bereich des subtropischen Trockengürtels der „Alten Welt“.
Im Nordosten befindet sich eine etwa 3000 m hohe Bergkette aus den Ausläufern des Taurusgebirges und des Zagros’. Diese Kette gehört zum Alpidischen Gebirgssystem, das sich vom Balkangebirge ostwärts in die Türkei, den nördlichen Irak und Iran und dann weiter nach Afghanistan erstreckt. Der höchste Berg im Irak ist der Cheekha Dar mit 3611 m Höhe.

### Landesgrenzen
Der Irak grenzt an Iran (1458 km gemeinsame Grenze), Kuwait (240 km), Saudi-Arabien (814 km), Jordanien (181 km), Syrien (605 km) und die Türkei (352 km). Mit Ausnahme der Grenze zu Iran, die bis 1918 die Ostgrenze des Osmanischen Reiches bildete, wurde der Grenzverlauf des Iraks von den Kolonialmächten bestimmt. Die Neutrale Zone zwischen Saudi-Arabien und dem Irak wurde 1975–1983 zwischen beiden Ländern aufgeteilt. Zudem besitzt der Irak einen 58,3 km langen Küstenstreifen. Den Norden des Landes bildet die Autonome Region Kurdistan, die eine De-facto-Grenze innerhalb des Landes errichtet hat.

### Klima
Der Norden des Iraks, bis etwa auf die geographische Breite von Bagdad, liegt im Winter im Bereich der sog. Westwindzone der gemäßigten Breiten und im Sommer unter Hochdruckeinfluss bei Temperaturen zwischen −6 °C im Winter und 51 °C im Hochsommer (Jahresmittel 22 °C). Der Raum südlich Bagdads dagegen gehört ganzjährig zum subtropischen Hochdruckgürtel. Die Sommer sind im gesamten Land niederschlagslos und mit Ausnahme der Gebirgsregionen recht warm bei Durchschnittstemperaturen um 33 bis 34 °C. Mitunter starke, ganzjährige Winde aus nordwestlicher Richtung führen dazu, dass beispielsweise die Städte Bagdad und Basra an ungefähr 20 respektive 15 Tagen im Jahr von Staubstürmen heimgesucht werden.
Die Temperaturen schwanken zwischen 50 °C im Sommer und etwa dem Nullpunkt im Januar. Frost ist möglich, insbesondere im Bergland. Regen fällt etwa 10 bis 18 cm im Jahr, Hauptregenmonate sind Dezember bis April. Die an den Golf angrenzenden Gebiete sind etwas feuchter.

### Flüsse und Seen

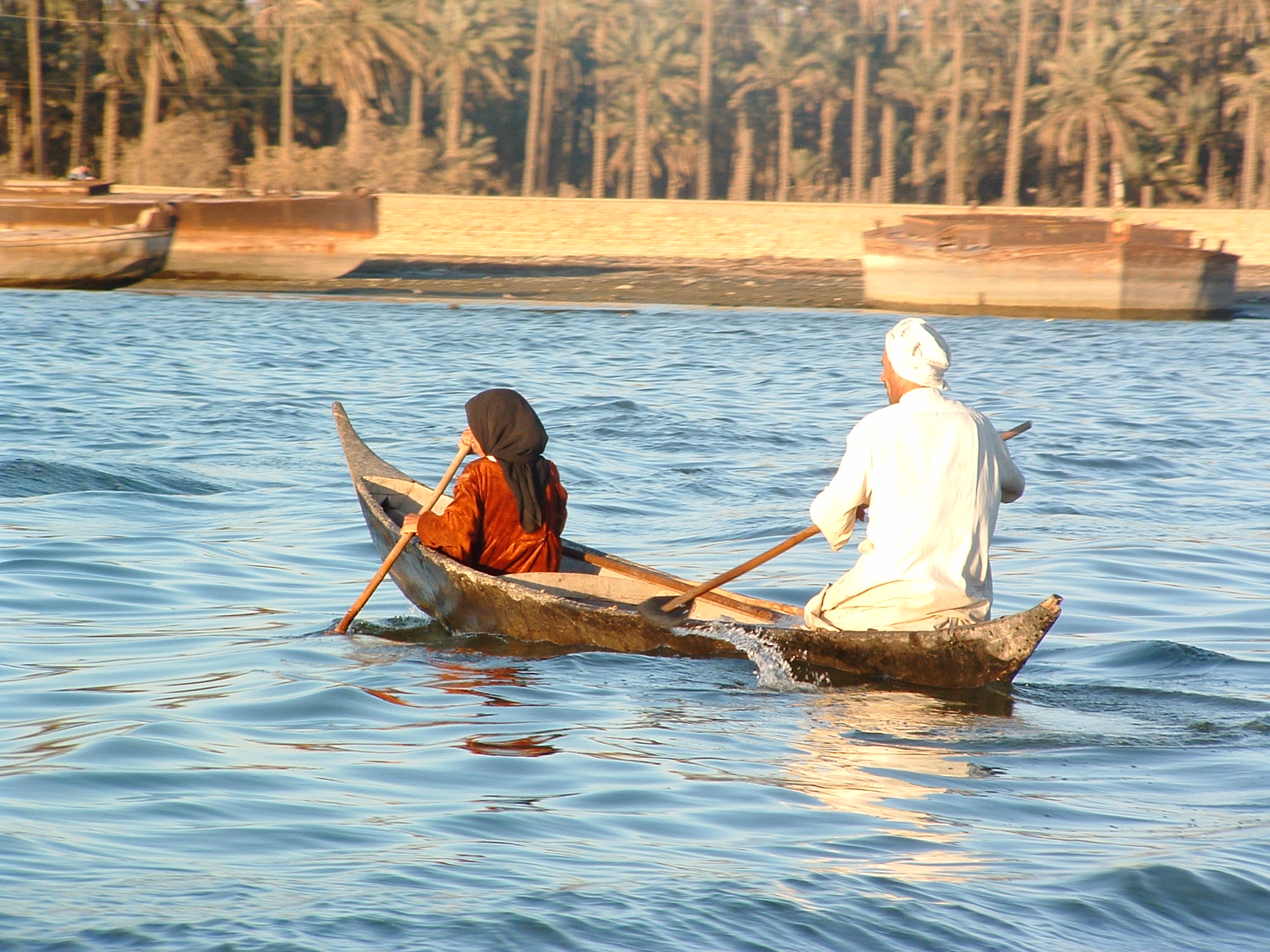
Boot auf dem Schatt al-Arab in Basra

Der Irak wird von zwei wichtigen Flüssen durchzogen, dem Euphrat und dem Tigris. Dies schlug sich in der geographischen Bezeichnung Mesopotamien nieder, was übersetzt das „(Land) zwischen den zwei Flüssen“ bedeutet. Euphrat und Tigris kommen von Nordwesten aus Syrien bzw. der Türkei und durchqueren das Land bis in den Südosten. Bei al-Qurna im Süden des Iraks fließen Tigris und Euphrat zusammen. Sie bilden dort den 193 Kilometer langen Schatt al-Arab/Arvandrud, dieser mündet in den Persischen Golf. Euphrat und Tigris waren und sind die Lebensadern des Landes, da sie die Wasserversorgung eines Großteils der irakischen Landwirtschaft und der Bevölkerung sicherstellen. Im Südosten des Landes ragt die Halbinsel Faw zwischen Iran und Kuwait in den Persischen Golf und stellt damit den einzigen Zugang des Iraks zum Meer dar.
Westlich von Bagdad gibt es drei Senken, in die bei Hochwasser Wasser aus Euphrat und Tigris geleitet werden können: Tharthar-See, al-Habbaniyya-See und Razzaza-See.
Die Sumpfgebiete im südlichen Irak, die sog. Ahwar, wurden im Ersten Golfkrieg in den 1980er Jahren systematisch trockengelegt. Mit internationaler Hilfe versucht die irakische Regierung seit 2003, diese Gebiete wieder zu bewässern.

### Flora und Fauna
Da im Irak unterschiedliche Niederschlagsverhältnisse herrschen, gibt es ebenfalls unterschiedliche Vegetationsarten. Im Nordirak gibt es Strauchvegetation und vereinzelte Waldbestände. An den Uferbereichen von Euphrat und Tigris gibt es Dattelpalmen und Schilfgürtel. Der Süden hingegen ist nur spärlich bewachsen. Projekte der Regierung, aus den Wüstengegenden fruchtbare Böden zu machen, wurden in den 1980er Jahren aufgegeben.
Diverse Vogelarten wie Geier, Bussarde, Raben und Eulen sind im Irak beheimatet, ebenso leben Säugetiere wie Karakale, Hyänen, Schakale, Gazellen und Antilopen im Irak. An Tigris, Euphrat und Schatt al-Arab herrscht außerdem ein großer Fischreichtum. Bis Anfang des 19. Jahrhunderts gab es im Irak Löwen und Strauße.

### Städte
Im Jahr 2023 lebten 72 Prozent der Einwohner Iraks in Städten.
Die Hauptstadt Bagdad ist sowohl geographisches als auch politisches und kulturelles Zentrum des Landes und mit 5,7 Millionen Einwohnern die mit Abstand größte städtische Agglomeration. Bagdad (persisch=Gottgegeben-im Sinne von: Gottesgeschenk-) wurde im Jahr 762 von dem abbasidischen Kalifen al-Mansur als neue Hauptstadt des islamischen Reichs gegründet und 1920 zur Hauptstadt des neu gegründeten Staates Irak erklärt. Besonders während des Wirtschaftsbooms der 1970er Jahre wurde die Stadt ausgebaut. Im Ersten Golfkrieg war die Stadt kaum betroffen, im zweiten und Dritten Golfkrieg wurde Bagdad allerdings mehrmals Ziel von Luftangriffen. In Bagdad befinden sich 3 der 6 Universitäten des Landes und der größte internationale Flughafen des Iraks.
Das im Norden gelegene Mossul steht mit etwa 2,9 Millionen Einwohnern an zweiter Stelle. Es ist Zentrum der ostchristlichen und assyrischen Kultur im Irak. Mossul war seit dem 8. Jahrhundert ein wichtiges Wirtschaftszentrum, die gesamte Provinz Nineve wurde erst 1926 völkerrechtlich an den Irak angegliedert.
Die Hafenstadt Basra am persischen Golf ist mit ihren rund 2 Mio. Einwohnern die drittgrößte Stadt des Landes und Zentrum des schiitischen Südens. Basra wurde 636 von Kalif Umar ibn al-Chattab als arabischer Militärstützpunkt und Handelsplatz gegründet und im 16. Jahrhundert von den Osmanen erobert. 1914 marschierten britische Truppen in die Stadt ein. Während des Ersten Golfkrieges wurde die Stadt aufgrund ihrer exponierten Lage und wirtschaftlichen Bedeutung stark in Mitleidenschaft gezogen. Basra besitzt den größten Umschlaghafen des Landes, über den große Teile des geförderten Erdöls exportiert werden, sowie die 1964 gegründete Universität und einen internationalen Flughafen.
Erbil (kurdisch: Hewlêr) ist die Hauptstadt der Autonomen Region Kurdistan und mit geschätzten 7000 Jahren eine der ältesten noch besiedelten Städte der Welt. Sie ist mit etwa 1,8 Millionen Einwohnern die größte Stadt der Kurden im Nordirak und die viertgrößte Stadt des Landes. Die Stadt wurde in den ersten beiden Golfkriegen nur leicht beschädigt. Erbil verfügt über einen internationalen Flughafen.
Sulaimaniya (kurdisch: Silêmanî) mit 1,6 Millionen Einwohnern fünftgrößte Stadt des Landes. Die Stadt besitzt einen internationalen Flughafen, eine Universität und gilt als Kultur- und Bildungszentrum Kurdistans.

## Bevölkerung

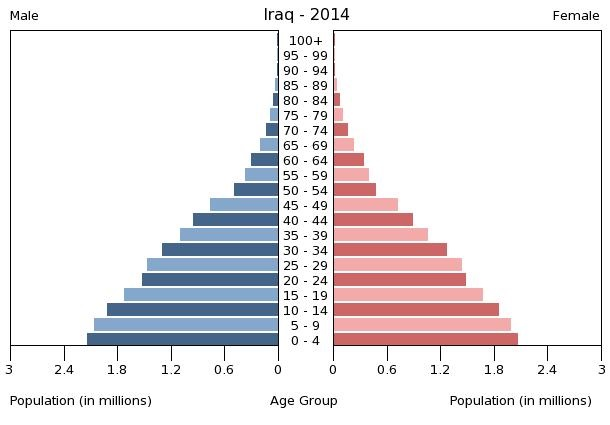
Bevölkerungsstruktur des Irak 2014

Irak hatte 2023 45,5 Millionen Einwohner. Das jährliche Bevölkerungswachstum betrug + 2,2 %. Zum Bevölkerungswachstum trug ein Geburtenüberschuss (Geburtenziffer: 27,0 pro 1000 Einwohner vs. Sterbeziffer: 4,4 pro 1000 Einwohner) bei. Die Anzahl der Geburten pro Frau lag 2022 statistisch bei 3,4, die der Region Naher Osten und Nordafrika betrug 2,6. Die Lebenserwartung der Einwohner Iraks ab der Geburt lag 2022 bei 71,3 Jahren. Der Median des Alters der Bevölkerung lag im Jahr 2021 bei 19,8 Jahren. Im Jahr 2023 waren 37,3 Prozent der Bevölkerung unter 15 Jahre, während der Anteil der über 64-Jährigen 3,4 Prozent der Bevölkerung betrug.
Die Bevölkerung des Landes hat sich in den letzten 50 Jahren vervierfacht. Der Irak hat eine der jüngsten und am schnellsten wachsenden Bevölkerungen der Welt. Bis Mitte des Jahrhunderts wird eine Einwohnerzahl von über 80 Millionen prognostiziert.
| Jahr                | Einwohner (in Mio.) | Jahr                | Einwohner (in Mio.) |
| ------------------- | ------------------- | ------------------- | ------------------- |
| 1960                | 7,2                 | 1997 (Volkszählung) | 22,0                |
| 1977 (Volkszählung) | 12,0                | 2000                | 23,5                |
| 1987 (Volkszählung) | 16,3                | 2010                | 29,7                |
| 1990                | 17,4                | 2020                | 40,2                |

Die Bevölkerungsdichte beträgt 93 Einwohnern/km². Im Jahr 2020 lebten 71 Prozent der Einwohner Iraks in Städten, wovon allein 6,2 Millionen Menschen auf die Agglomeration Bagdad entfielen. Die Hauptstadtregion hat eine Bevölkerungsdichte von 25.751 Einwohnern/km². Die Stadt und das gesamte Governorat Bagdad zusammen haben 7,1 Millionen Menschen. Weitere bevölkerungsreiche Governorate sind Niniveh (2,8 Millionen), Erbil, (2,1 Millionen), al-Suleymaniah (2,02 Millionen), Basra (1,9 Millionen) und Babil (1,8 Millionen). Weite Teile des Landes sind dagegen sehr dünn besiedelt, vor allem im trockenen Süden.

### Bevölkerungsstruktur, Flüchtlinge und Vertriebene

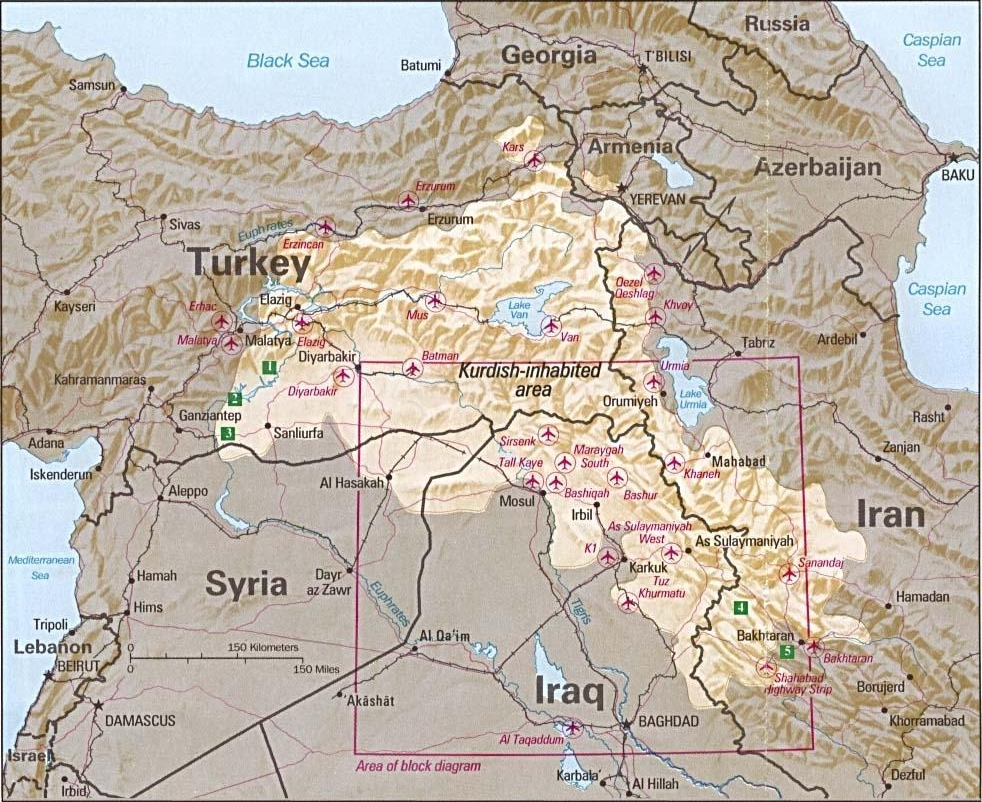
Von Kurden bewohnte Gebiete (1992)

Etwa 75–80 % der heute im Irak lebenden Bevölkerung sind Araber. 15–20 % sind Kurden und 5 % sind Turkmenen, rund 600.000 Assyrer/Aramäer (um 2003 noch rund 1,4 Millionen), etwa 10.000 Armenier (vor den Kämpfen 35.000) oder Angehörige anderer ethnischer Gruppen. Weiterhin sollen im Südosten 20.000 bis 50.000 Marsch-Araber leben. Von turkomanischen Quellen wird der Anteil der eigenen ethnischen Gruppe auf etwa 10 % geschätzt.
Bereits zur Zeit Saddam Husseins verließen viele Iraker das Land, Ende 2002 waren bereits ca. 400.000 Flüchtlinge weltweit registriert. Aufgrund der instabilen Lage im Land haben seit 2003 weitere 1,8 Millionen Menschen den Irak verlassen. Auf dem Höhepunkt der Gewalt in den Jahren 2006 und 2007 überquerten täglich bis zu 3000 Menschen die Grenzen zu Syrien, Iran und Jordanien. Dazu gibt es über 1,6 Millionen Binnenflüchtlinge. Die Bundesregierung Deutschlands war wegen eines Beschlusses der EU-Innenminister im November 2008 dazu verpflichtet, 2500 irakische Flüchtlinge aus Syrien und Jordanien aufzunehmen.

### Religion

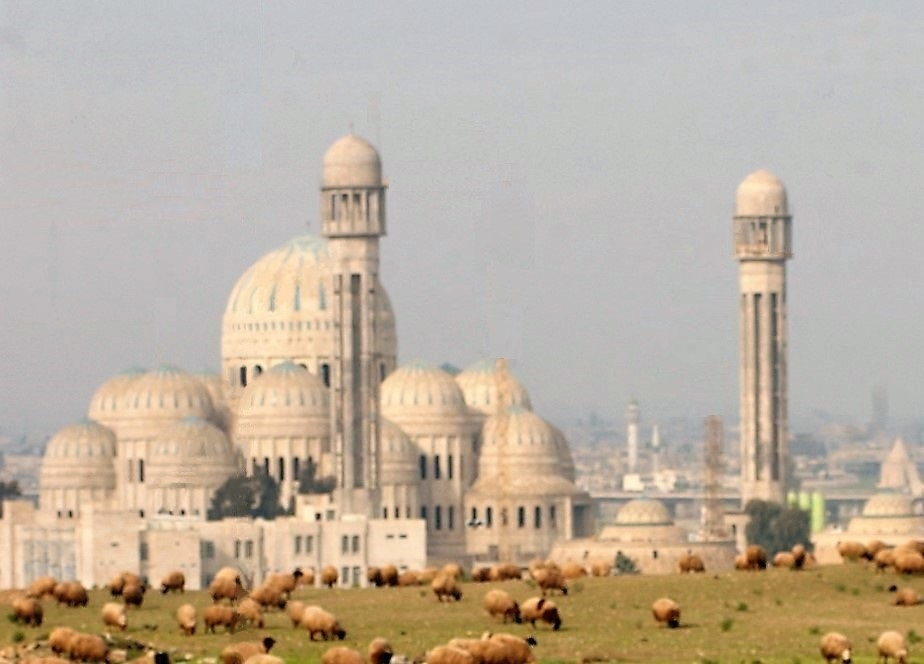
Moschee in Mossul

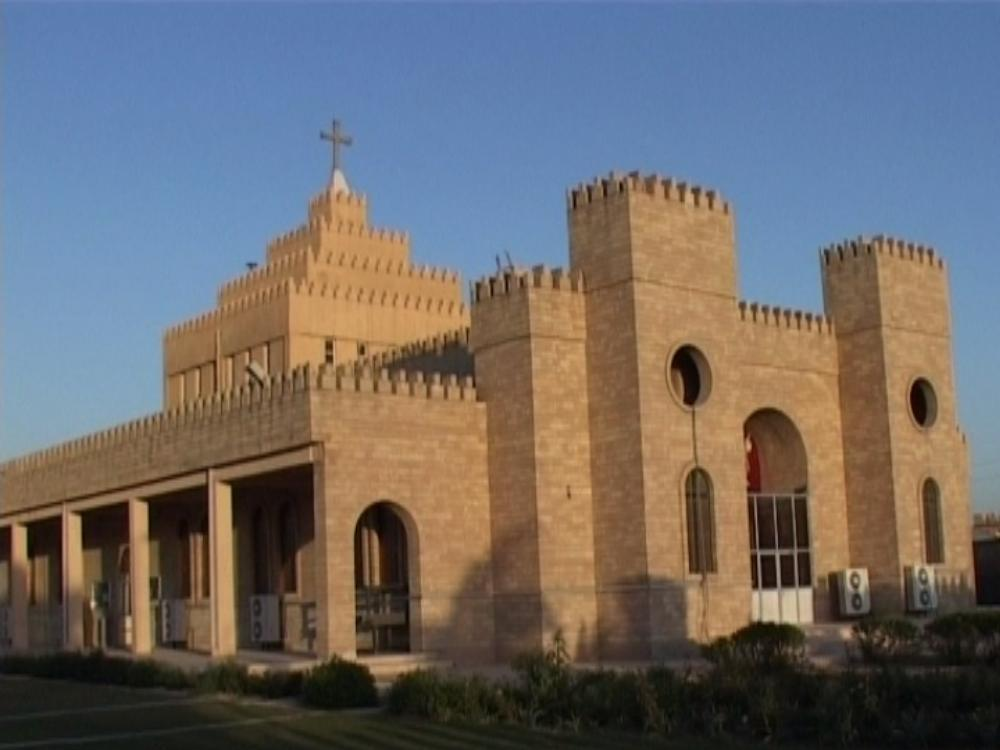
St.-Josef-Kathedrale in Ankawa bei Erbil

Etwa 97 % der Bevölkerung sind muslimisch. Über 60 % sind Schiiten und zwischen 32 und 37 % Sunniten; die große Mehrheit der muslimischen Kurden ist sunnitisch. Christen, Jesiden und andere Religionen bilden mit ca. 3 % eine Minderheit. Vor etwa 100 Jahren machten sie noch rund 25 % aus. In den letzten Jahren sind fast 2 Millionen Christen geflohen. Die Christen zählen überwiegend zu den orientalisch-christlichen Gemeinschaften: Chaldäisch-katholische Kirche, Assyrische Kirche des Ostens, Alte Kirche des Ostens, Armenische Apostolische Kirche, Römisch-katholische Kirche, Syrisch-katholische Kirche, Syrisch-Orthodoxe Kirche von Antiochien, Assyrisch-evangelische Kirche und andere.
Bis 1948 lebten 150.000 Juden im Irak. Aufgrund von Flucht und Vertreibung in den 1940er Jahren infolge der Staatsgründung Israels verringerte sich die Zahl der im Irak lebenden Juden; sie wird gegenwärtig auf unter 10 Personen geschätzt. Des Weiteren gibt es noch Jesiden, Schabak und einige Tausend Mandäer. Neuerdings gibt es im kurdischen Teil Iraks, besonders in Sulaimaniya, wachsende zoroastrische Gemeinden.
Unter dem Regime von Saddam Hussein hatte die Toleranz gegenüber anderen Religionen einen verhältnismäßig hohen Stand; der Regierung des Diktators gehörten z. B. als Minister der christliche Chaldäer Tariq Aziz oder auch für kurze Zeit der kurdische General Mustafa Aziz Mahmoud an. Seit dem Beginn des Krieges im März 2003 hat allerdings schätzungsweise die Hälfte der irakischen Christen das Land verlassen.

### Bildung
Der Alphabetisierungsgrad der Bevölkerung liegt mit insgesamt 79,7 % weit unter dem Weltdurchschnitt. 85,7 % aller Männer können lesen und schreiben, bei den Frauen sind es nur 73,7 %. Die Situation hat sich in den letzten 30 Jahren stark verschlechtert – Ende der 1980er-Jahre betrug der Anteil der Analphabeten nur 10 bis 12 %.
Die Vorschule (im Irak meist staatlich, in den letzten Jahren wurden aber immer mehr kostenpflichtige Privatvorschulen gegründet) kann in der Altersklasse zwischen vier und fünf Jahren besucht werden.
Seit 1970 gilt im Irak eine allgemeine neunjährige Schulpflicht, die Schul- und auch Hochschulausbildung werden vom Staat übernommen. Staatlich anerkannte Privatschulen wurden erst Anfang der 1990er Jahre zugelassen.
Die Grundschulausbildung dauert sechs Jahre, wobei die ersten vier Klassen als Unterstufe und die Klassen 5 und 6 als Mittelstufe gelten. Ab der 5. Klasse wird Englisch unterrichtet. Dem Besuch der Grundschule folgt ein Besuch der Sekundarschule für weitere drei Jahre. Die Sekundarschule wird nach einer einheitlichen Abschlussprüfung und dem Erwerb der Mittleren Reife abgeschlossen. Zur Erlangung des Abiturs ist ein Besuch der Mittelschule notwendig; diese erneut dreijährige Schulform schließt mit einer zentralen Abitur-Prüfung in sechs Schulfächern (Arabisch, Englisch, Mathematik, Physik, Chemie und Biologie) ab und berechtigt zu einem Studium.
Die drei größten Universitäten des Landes (Universität Bagdad, al-Mustansiriyya-Universität und die Technische Universität Bagdad, auch al-Hikma genannt) sind in der Hauptstadt Bagdad vertreten. Weitere Universitäten befinden sich in Basra (Universität Basra), Mossul (Universität Mossul), Erbil (Salahaddin-Universität, University of Kurdistan Hewlêr), Sulaimaniya (University of Sulaimani) und Dohuk (University of Duhok).

### Gesundheit
Die Gesundheitsausgaben des Landes betrugen im Jahr 2021 5,2 % des Bruttoinlandsprodukts. Im Jahr 2020 praktizierten in Irak 9,1 Ärztinnen und Ärzte je 10.000 Einwohner. Die Sterblichkeit bei unter 5-jährigen betrug 2022 23,5 pro 1000 Lebendgeburten. Die Lebenserwartung der Einwohner Iraks ab der Geburt lag 2022 bei 71,3 Jahren (Frauen: 73,4, Männer: 69,2). Die Lebenserwartung stieg von 66,8 Jahren im Jahr 2000 bis 2022 um 7 %.

## Geschichte

### Antike bis Neuzeit: Von Mesopotamien zum Osmanischen Reich
Der Irak liegt auf dem Gebiet des alten Mesopotamien (DMG Bayn an-Nahrayn, arabisch für„zwischen den beiden Flüssen“); hier sind ab dem 4. Jahrtausend v. Chr. einige der frühesten Hochkulturen der Menschheit entstanden (Sumer, Akkad, Assyrien, Babylonien), weshalb die Region als „Wiege der Zivilisation“ gilt. Dies spiegelt sich u. a im Landesnamen wider, der wahrscheinlich auf den sumerischen Stadtstaat Uruk zurückgeht.
Nach der Schlacht von Kadesia 636 bemächtigten sich die arabischen Muslime des Gebietes. Der Irak wurde zu einem wichtigen kulturellen Zentrum des sich ausbreitenden Islam. 762 wurde Bagdad von al-Mansur als Hauptstadt des Abbasidenkalifats gegründet und entwickelte sich bald zur bedeutendsten Stadt der islamischen Welt. Die folgende Periode wird auch als Blütezeit des Islam bezeichnet, in der besonders Wissenschaft und Künste ein höheres Niveau entwickelten als etwa in Europa.

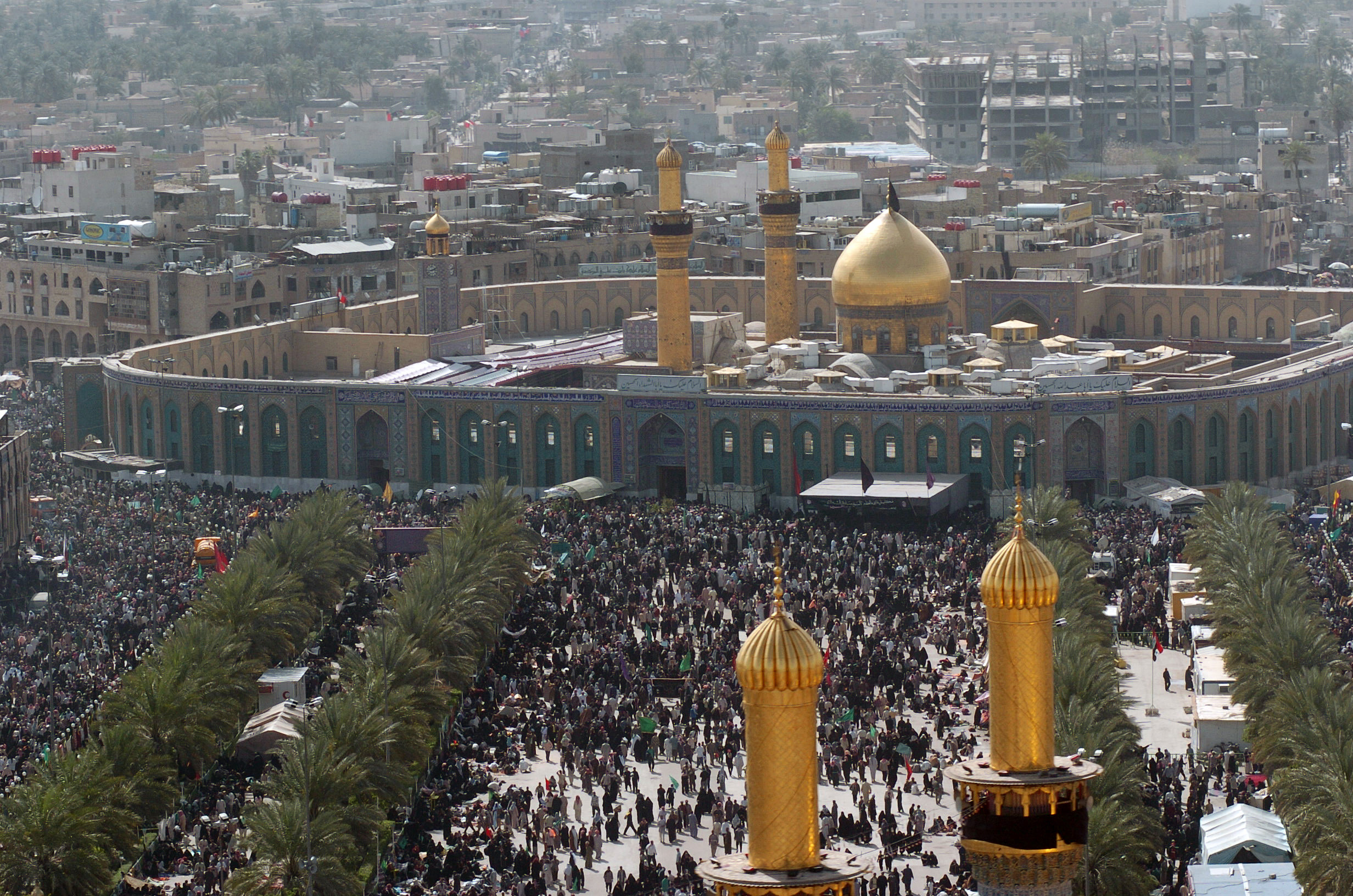
Kerbela

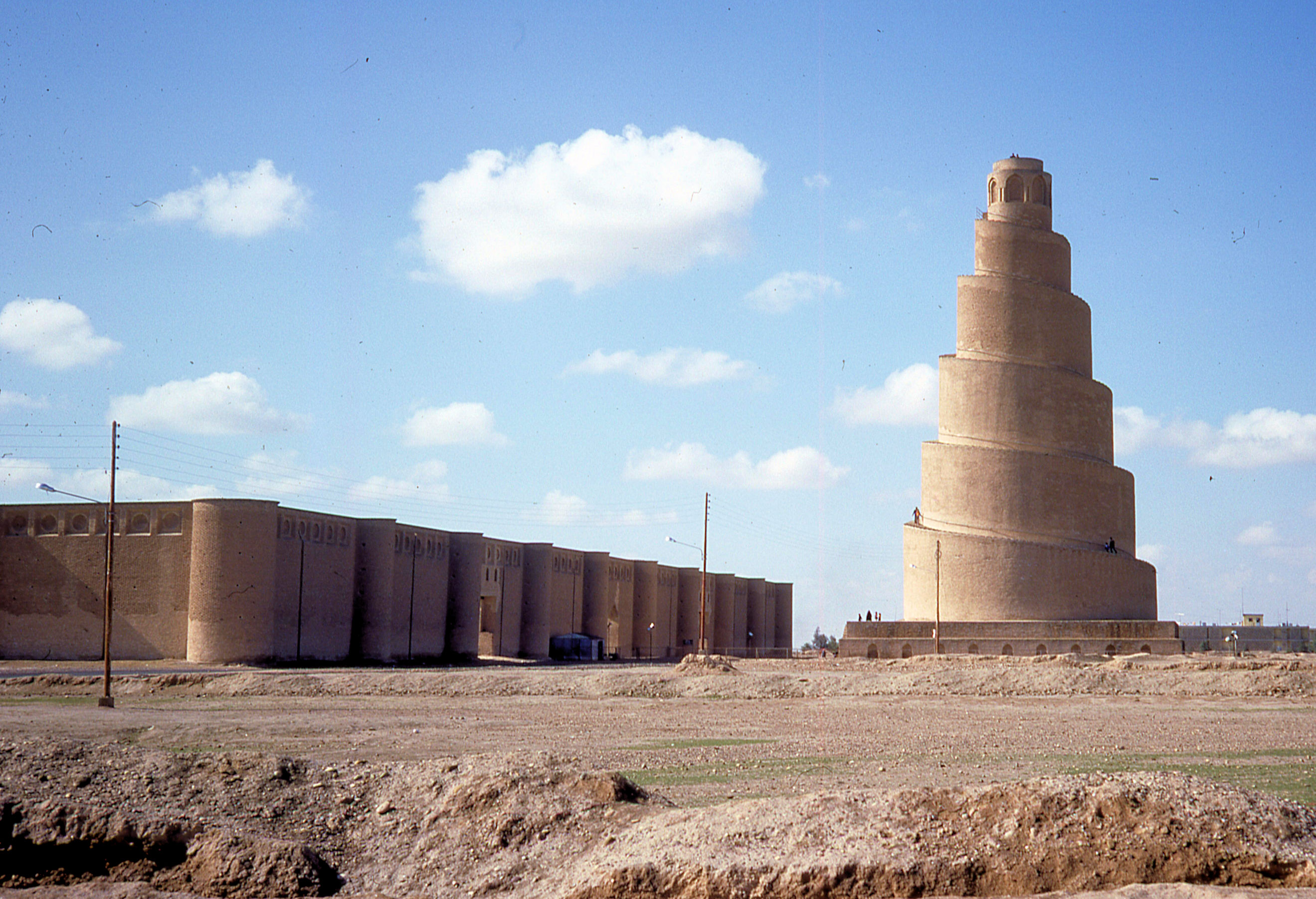
Große Moschee und Minarett von Samarra

1401 wurde Bagdad durch Timur verwüstet, 1534 fiel das Land an das Osmanische Reich. Der Irak blieb lange ein unbedeutender Nebenschauplatz; seine geostrategische Position an den Schnittrouten zwischen Europa, Britisch-Indien, Zentralasien, dem Kaukasus und Südarabien machte ihn aber vom Ersten Weltkrieg an zum Gegenstand weltpolitischer Interessen. Während des Ersten Weltkrieges (am 6. November 1914, einen Tag nach der Kriegserklärung an das Osmanische Reich) marschierten britische Truppen und arabische Aufständische gemeinsam ein und besetzten 1917 Bagdad.

### Moderner Irak ab 1920
1920 löste Großbritannien aus dem ehemaligen Osmanischen Reich die Vilâyets Bagdad, Mossul und Basra heraus und verschmolz sie zum heutigen Irak. Der Irakische Aufstand von 1920 wurde blutig niedergeschlagen. Der Völkerbund übertrug 1922 Großbritannien rückwirkend das Mandat über den Irak. So wurde das Britische Mandat Mesopotamien eingerichtet. Am 23. August 1921 wurde Faisal, Sohn des Scherifen Hussein von Mekka, zum König proklamiert. Die Aufnahme des Königreichs Irak in den Völkerbund erfolgte am 3. Oktober 1932.
Die wesentlichen Ölaktivitäten im Land waren in der 1929 aus der Turkish Petroleum Company hervorgegangenen Iraq Petroleum Company zusammengefasst, die nur geringe Konzessionsgebühren zahlte und vollständig ausländischen Unternehmen gehörte.

### Zweiter Weltkrieg und vereitelter Putsch
Bei Ausbruch des Zweiten Weltkriegs brach die irakische Regierung unter Nuri as-Said die diplomatischen Beziehungen zu Deutschland ab und nahm in der Außenpolitik eine probritische Haltung ein, die in Armeekreisen und breiten Bevölkerungsschichten keinen Rückhalt hatte. Am 1. April 1941 putschte die Armee und brachte den antibritischen Politiker Raschid Ali al-Gailani an die Regierungsspitze, der die Neutralität des Irak verkündete und den Abzug aller britischen Soldaten forderte. Am 2. Mai 1941 begannen militärische Auseinandersetzungen zwischen britischen und irakischen Truppen, die einen Monat andauerten und mit der irakischen Niederlage endeten.

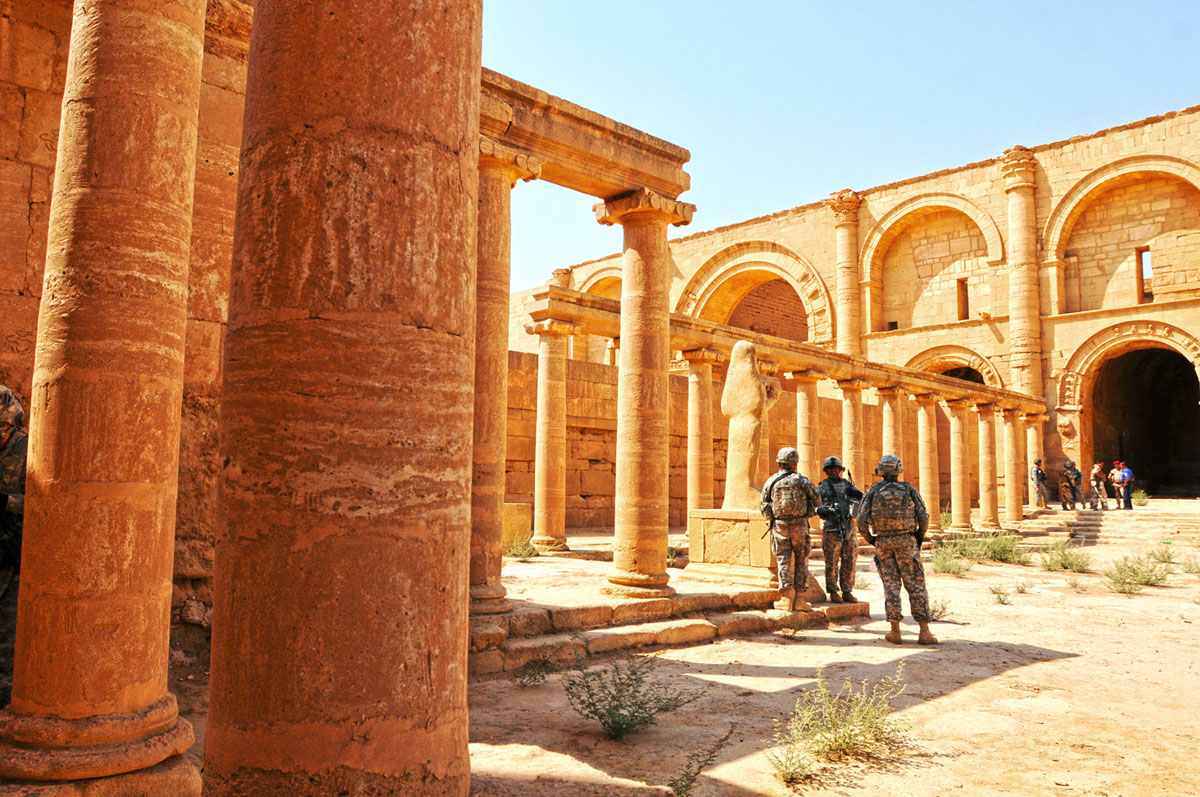
Hatra-Ruinen

Mit britischer Unterstützung übernahm im Oktober 1941 wieder Nuri as-Said die Regierung. Am 16. Januar 1943 erklärte der Irak den faschistischen Achsenmächten den Krieg. Gemeinsam mit syrischen, jordanischen, libanesischen und ägyptischen Truppen wandte sich das Königreich Irak 1948 im Krieg um Israels Unabhängigkeit, die am 14. Mai 1948 erklärt worden war, gegen die Gründung des Staates Israel und griffen es gemeinsam an. Sie wurden jedoch 1949 besiegt. Die vertraglich abgesicherte politische, ökonomische und militärische Einflussnahme Großbritanniens als ehemalige Mandatsmacht im Irak war auf Dauer bis hin zum Bagdadpakt Mitte der 1950er Jahre wiederhergestellt.

### Unabhängigkeit 1958
Als Reaktion auf die Gründung der Vereinigten Arabischen Republik erklärten am 14. Februar 1958 die beiden haschemitischen Königreiche Irak und Jordanien ihre Vereinigung zu einer von Großbritannien unterstützten Arabischen Föderation. Unter General Abdel Karim Qasim schlossen sich die sogenannten „Freien Offiziere“ zusammen, um die britische Kontrolle abzuschütteln. Sie stürzten und ermordeten am 14. Juli 1958 den pro-britischen Monarchen (Faisal II. 1935–1958). Am 15. Juli wurde die Föderation mit Jordanien aufgelöst und die Republik Irak proklamiert. Es strömten hunderttausende Iraker auf die Straßen, um ath-Thawra (die Revolution) zu feiern.
Mit Ausrufung der Republik wurden neue politische Verhältnisse geschaffen. Die Monarchie wurde abgeschafft und der Irak trat aus dem mit der Türkei, Pakistan und Iran geschlossenen CENTO (Bagdad)-Pakt aus. Das aktive und passive Frauenwahlrecht war in der Verfassungsänderung vom 26. März 1958 vorgesehen, die vom Parlament des Königreichs Irak verabschiedet wurde. Das Regime, das damals an der Macht war, wurde jedoch im Sommer 1958 gestürzt, bevor Wahlen mit weiblicher Beteiligung hatten stattfinden können. Ein Frauenwahlrecht, das zu einer tatsächlichen Stimmabgabe führte, wurde erst im Februar 1980 eingeführt. Die letzten britischen Soldaten verließen das Land am 24. März 1959.

### Putsch der Baath-Partei 1963
Die kleine irakische Baath-Partei putschte mit Hilfe von Verschwörern in der irakischen Armee am 8. Februar 1963 gegen Qasim. Durch interne Flügelkämpfe geschwächt, wurde die Baath-Partei wenige Monate später mit dem Militärputsch vom 18. November 1963 durch den Präsidenten Abd as-Sallam Arif gestürzt. Unter seinem Bruder Abd ar-Rahman brach der Irak 1967 die diplomatischen Beziehungen zu den USA ab. Nach einem zweiten Putsch am 17. Juli 1968 eroberte die Baath-Partei wieder die Macht, Ahmad Hasan al-Bakr wurde Staatspräsident und Vorsitzender des Revolutionären Kommandorates (RKR), Saddam Hussein Vizepräsident und stellvertretender Vorsitzender des RKR.

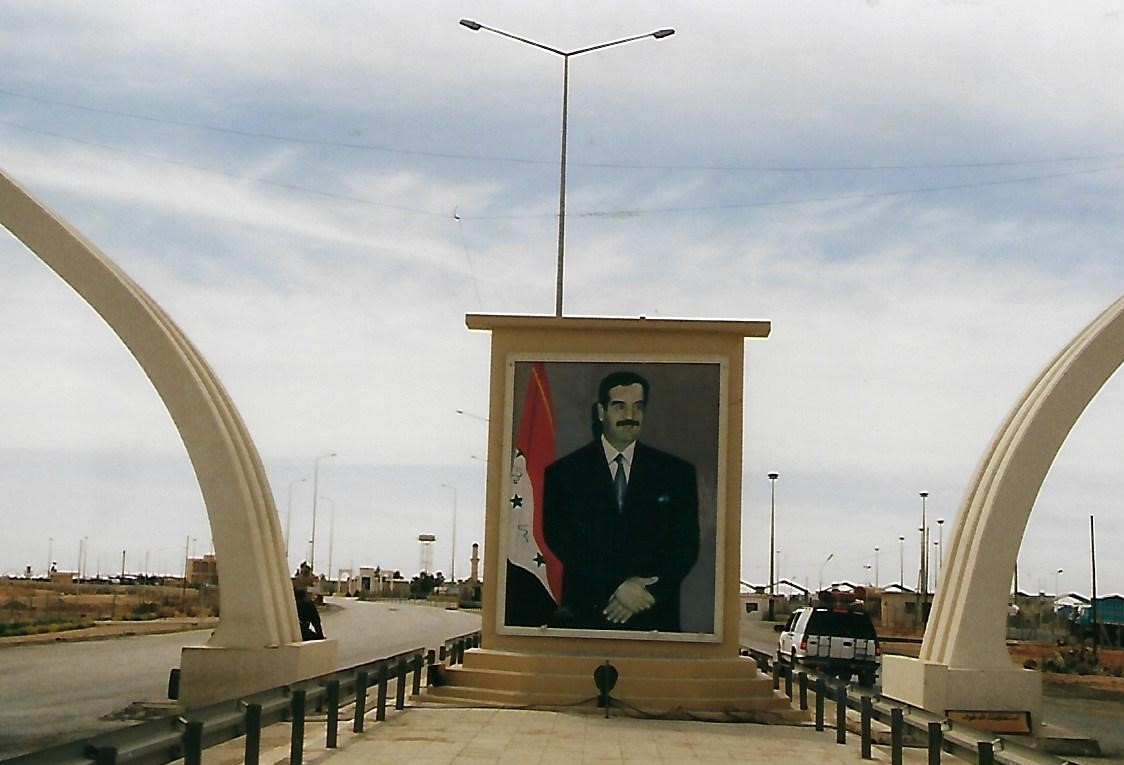
Bild von Saddam Hussein am Grenzübergang zu Jordanien, 2001

Im Frühjahr 1969 brachen erneut Kämpfe zwischen den Regierungstruppen und den seit 1961 gegen die Zentralregierung kämpfenden Kurden aus. Zwar unterzeichneten Saddam Hussein und der Kurdenführer Mustafa Barzani im März 1970 einen Friedensvertrag, der den Kurden politische Autonomie gewährleistete. Die Kämpfe dauerten allerdings bis April 1975 an, als der Irak mit dem Nachbarland Iran das Abkommen von Algier über die Neuregelung der Grenze am Schatt al-Arab unterzeichnete. Iran beendete daraufhin seine Hilfe für die Kurden, was zu deren Kapitulation führte.

### Zeit seit dem zweiten Putsch der Baath-Partei; Machtübernahme Husseins 1979; Kriege 1980–1991
Als die Baath-Partei an der Macht war, folgten Massenhinrichtungen und willkürliche Verhaftungen, vor allem von kommunistischen und anderen linksgerichteten Intellektuellen. Besonders nachdem Saddam Hussein nach dem Rücktritt al-Bakrs am 16. Juli 1979 an die Macht gelangt war, kam es zu massiven Menschenrechtsverletzungen, denen auch viele Baathisten zum Opfer fielen.
Nach monatelangen Auseinandersetzungen mit Iran befahl Hussein der irakischen Armee am 22. September 1980, das Nachbarland mit insgesamt neun von zwölf Divisionen anzugreifen. Nach anfänglichen Erfolgen musste sich die irakische Armee ab 1982 immer weiter zurückziehen und schließlich ab 1984 den Krieg im eigenen Land führen. Dieser Erste Golfkrieg dauerte bis 1988 an und kostete schätzungsweise 250.000 Irakern das Leben. In diesem Krieg setzte der Staat auch mehrmals chemische Kampfstoffe sowohl gegen die Iraner als auch gegen die eigene Bevölkerung ein.
Nach einem gescheiterten Attentat auf Saddam Hussein wurden am 17. Juli 1982 600 Einwohner der Kleinstadt Dudschail verhaftet und 148 von ihnen hingerichtet. 1988 startete das Regime die sogenannte Anfal-Operation, bei der nach Schätzungen bis zu 180.000 irakische Kurden ermordet wurden.
Am 2. August 1990 marschierte die irakische Armee in Kuwait ein und besetzte das Land. Erst durch die Intervention internationaler Truppen unter der Führung der Vereinigten Staaten wurde das Land im Februar 1991 im Zweiten Golfkrieg befreit. Die kuwaitische Führung nutzte zur Mobilisierung ihrer Politik, Partner und Bevölkerung die Brutkastenlüge. Als Folge der Besetzung verhängten die Vereinten Nationen Sanktionen über das Land, die zu internationaler Isolierung und durch die Misswirtschaft mit den erlaubten Handelsgütern zur Verarmung weiter Teile der Bevölkerung führten.
1991 kam es zur Niederschlagung eines Schiitenaufstandes mit einem Genozid mit geschätzt 60.000–100.000 Toten (laut anderen Schätzungen bis zu 300.000 Toten). Schiiten hatten erst im Südirak und dann auch in anderen Regionen eine Revolte gegen das Regime gewagt, nachdem eine internationale Koalition unter Führung der USA die irakischen Truppen aus Kuwait vertrieben hatte. Die Regierungstruppen beendeten den Aufstand nicht nur mit militärischen Mitteln. Sie verbreiteten auch Terror, indem sie in den Schiiten-Städten willkürlich Zivilisten zusammentrieben und hinrichteten. Die Massengräber aus dieser Zeit wurden erst nach dem Sturz des Regimes in der Folge des dritten Golfkriegs 2003 entdeckt.

### Irakkrieg 2003, Absetzung Husseins und Besatzungszeit bis 2011
Am 20. März 2003 begann der Irakkrieg mit Luftangriffen auf die Hauptstadt Bagdad und führte bis Ende April zur Eroberung der Hauptstadt und zum Sturz des damaligen irakischen Diktators Saddam Hussein. Am 1. Mai erklärte US-Präsident Bush die größeren Kampfhandlungen für siegreich beendet und der Irak wurde mit Zustimmung des UN-Sicherheitsrates in Besatzungszonen aufgeteilt. Am 22. Mai 2003 verabschiedete der UN-Sicherheitsrat einstimmig dazu die Resolution 1483, in der die Rolle der UN und der Besatzungsmächte nach dem Krieg geregelt wurde.

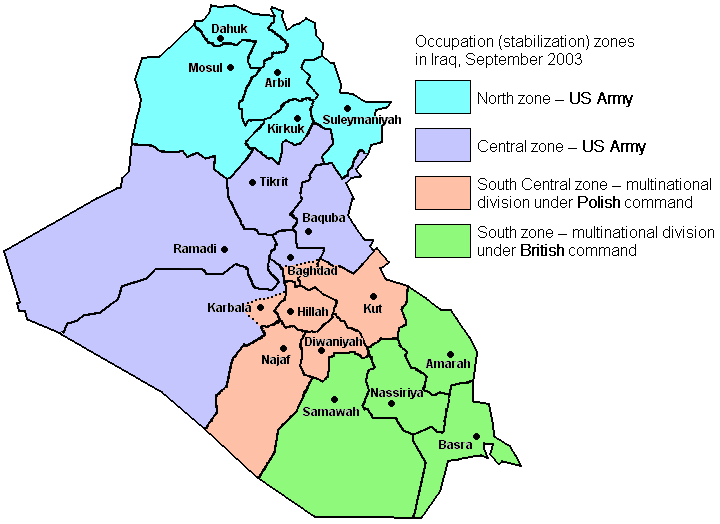
Besatzungszonen des Irak durch die USA (blau und violett), Großbritannien (grün) und Polen (hellrot) im September 2003

Nach Bildung eines Übergangsrates Ende 2003 wurde der bis dahin von der Koalitions-Übergangsverwaltung ausgeübte Verwaltungsauftrag am 28. Juni 2004 einer repräsentativen irakischen Übergangsregierung übertragen. Der Irak befindet sich politisch seitdem in einem Übergangszustand: Nach diesem Dritten Golfkrieg sind die früheren Machtstrukturen, insbesondere der Revolutionäre Kommandorat, nicht mehr vorhanden, aber die neuen Verhältnisse, damals noch zwischen der westlichen Besatzung, der Zivilverwaltung und dem Irakischen Regierungsrat, waren nicht endgültig etabliert.
Am 15. Oktober 2006 rief al-Qaida im Irak einen islamischen Staat aus, der insgesamt sechs Provinzen umfassen sollte.
Al-Qaida im Irak verfolgte anscheinend die Strategie, einen Bürgerkrieg zwischen Schiiten und Sunniten zu provozieren, um so zu verhindern, dass der Irak eine staatliche Ordnung findet. Todesschwadronen griffen gezielt Schiiten im Irak an. Als wichtigster Kopf von al-Qaida im Irak wurde seit 2003 der Jordanier Abu Musab az-Zarqawi angesehen (von US-amerikanischen Einheiten getötet am 7. Juni 2006). Die USA warfen der Islamischen Republik Iran und Syrien vor, nichts gegen das Eindringen ausländischer Kämpfer zu tun. Von Sunniten und Schiiten gegeneinander geführte Terrorangriffe forderten bis 2008 je nach Studie zwischen 100.000 und 1.000.000 Tote. Die meisten Todesfälle ereigneten sich als Folge sektiererischer Gewalt zwischen Sunniten und Schiiten.
Am 30. Juni 2009 verließen die amerikanischen Kampftruppen die Städte und übergaben ihre Stützpunkte und andere Einrichtungen an die irakischen Streitkräfte. Im August 2010 verließen die letzten US-Kampftruppen das Land, seitdem befanden sich noch 50.000 Ausbilder und Militärberater im Land. Deren Abzug wurde dann am 18. Dezember 2011 abgeschlossen.
Die zweiten Parlamentswahlen seit Inkrafttreten der neuen Verfassung fanden am 7. März 2010 statt. Stärkste Kraft wurde die von Iyad Allawi geführte Irakija mit 91 Sitzen vor der Rechtsstaat-Koalition des amtierenden Premierministers Nuri al-Maliki, die 89 Sitze gewann. Die Nationale Irakische Allianz wurde mit 70 Sitzen drittstärkste Kraft im Parlament.

### Aufstand und Krieg gegen den IS 2011–2017
Auch nach dem Abzug der US-Truppen 2011 blieb die Lage im Land angespannt. Der Bürgerkrieg im Nachbarland Syrien wirkte sich auch im Irak aus. In den Jahren 2012 und 2013 kam es in den vornehmlich von der sunnitischen Minderheit bewohnten Provinzen zu Demonstrationen gegen die Regierung al-Maliki. Gleichzeitig nahmen Angriffe auf Zivilisten zu.
Ab 2014 wurden Teile des Iraks, wie die Stadt Mossul, von der Terrororganisation Islamischer Staat im Irak und der Levante besetzt. Seit der „Islamische Staat“ (IS) im August 2014 seinen Vormarsch im Nordwesten des Landes begann, wurden 3,2 Millionen Menschen vertrieben. Viele sind bei Gastfamilien untergekommen, andere leben in Camps oder in Kellern und Hinterhöfen. In dieser Zeit wurde auch das Massaker von Tikrit von dieser Terrorzelle ausgeführt.
Im darauffolgenden Krieg gegen den IS gelang es den irakischen Streitkräften und den Volksmobilmachungskräften (alHaschd asch-Schaʿbī), unterstützt von einer internationalen Allianz den sog. Islamischen Staat zurückzudrängen. Die Schlacht um Mossul endete im Juni 2017 mit der Rückeroberung der Stadt. Im Dezember 2017 verkündete der irakische Ministerpräsident Haidar al-Abadi den Sieg über den IS.
2014 gab es im Irak umfangreiche Missionen des Internationalen Komitee vom Blauen Schild (Association of the National Committees of the Blue Shield, ANCBS) mit Sitz in Den Haag zum Schutz der vom Krieg und Diebstahl bedrohten Kulturgüter (Museen, Archive, Ausgrabungsstätten, Denkmäler etc.). Dabei wurden auch Arbeiten zu „No-Strike-Listen“ erstellt, um Kulturgüter bei Luftschlägen zu schützen.

### Aktuelle Lage seit 2018
Innerhalb der ersten zwei Jahrzehnte des 21. Jahrhunderts begann eine Wasserkrise im Irak. Die Wasserqualität und -quantität entwickelten sich dermaßen zum Schlechteren, dass zwischen 2018 und 2022 insgesamt 15 % der Bevölkerung Zentral- und Südiraks das Land verließen. Ende 2022 gab es im Irak laut IOM mehr als 68.000 Vertriebene durch Dürren und Wassermangel. Grund für den Wassermangel ist, dass die zwei großen Flüsse, Euphrat und Tigris, weniger Wasser führen, seitdem die Türkei 20 Staudämme an ihnen errichtet hat. Dieser Wassermangel, der außerdem durch zunehmende Dürre- und Hitzeperioden wie auch marode Leitungen und illegale Brunnen verschärft wird, trug wiederum zur Verschlechterung der Wasserqualität bei, weil durch die geringere Menge an Wasser die Konzentration des giftigen Schmutz- und Abwassers in den Flüssen zunahm. Im Irak gibt es kaum Abwassersysteme bzw. Filter- und Kläranlagen, weshalb die Abwässer von privaten Haushalten und öffentlichen wie auch privaten Betrieben ungefiltert in die Flüsse und Kanäle gelangen. Durch die Wasserverschmutzung wurden alleine während des Sommers 2018 bei Basra 118.000 Einwohner krank. Es folgten wochenlange, teils gewaltsame Proteste. Zwar hatte der Irak eigentlich genug Geld für den Ausbau der Infrastruktur durch die Verkäufe von Erdöl gehabt, allerdings bedingten sowohl Krieg als auch Sanktionen und Korruption die weitgehende Handlungsunfähigkeit des Staates und Missachtung bzw. Nichtanwendung des irakischen Gesetzes zum Schutz der Umwelt.
Im August 2019 griffen israelische Streitkräfte offenbar mehrere Ziele im Irak an, die den schiitischen Milizen zugerechnet werden. US-Offizielle bestätigten, dass Israel für zumindest einen Drohnenangriff auf irakischem Gebiet verantwortlich war. Die USA wurden daraufhin von einer Fraktion im irakischen Parlament für Israels Aktionen mit verantwortlich gemacht und die im Land verbliebenen etwa 5000 US-Soldaten, die 2014 wie die schiitischen Milizen zum Kampf gegen den IS in den Irak gekommen waren, von dieser Fraktion zum sofortigen Abzug aufgefordert.
Von Ende 2019 bis Frühjahr 2020, dem Beginn der COVID-19-Pandemie im Irak, gab es im Land die größten Unruhen seit dem Sturz Saddam Husseins.
Im Januar 2020 stimmte das irakische Parlament für den vollständigen Abzug aller Truppen der USA aus dem eigenen Land. Hintergrund war die gezielte Tötung des iranischen Generals Qasem Soleimani in Bagdad.
Im März 2023 erklärte US-Verteidigungsminister Lloyd Austin im Rahmen eines unangekündigten Besuchs im Irak, die US-Truppen seien darauf vorbereitet, auf Einladung der irakischen Regierung im Land zu bleiben.
Am 31. Dezember 2021 endete der US-Kampfeinsatz. Militärberater verblieben allerdings im Irak. Bei der Parlamentswahl im Oktober 2021 gewann die Bewegung des radikalen irakischen Klerikers und Schiitenführers Muqtada as-Sadr. Die Wahlbeteiligung lag bei rund 41 Prozent. As-Sadr hatte bei der Wahl selbst nicht kandidiert.
Im Jahr 2022 beschloss das irakische Parlament auf Betreiben Al-Sadrs ein Gesetz, das Menschen im Irak (auch Ausländern) verbietet, Kontakte zu Israelis zu halten. Bei Zuwiderhandlungen können in härtesten Fällen lebenslange Haft- oder sogar Todesstrafen verhängt werden.

## Politik
Die irakische Politik wird seit der Staatsgründung 1921 und der Aufnahme in den Völkerbund (1932) von zwei Hauptfaktoren geprägt:
- dem Reichtum an Erdöl und den daraus folgenden Interessen des Westens und Russlands,
- den ethnisch-religiösen Unterschieden der drei Landesteile, die den ehemaligen osmanischen Provinzen Mossul, Bagdad und Basra entsprechen: Kurden und Turkmenen im Norden, sunnitische Araber in der Landesmitte und Schiiten im Süden.

Einigend wirkte unter anderem der langjährige Widerstand gegen den britischen Einfluss, der bis zum Sturz von König Faisal II. (1958) und der Verstaatlichung der Ölunternehmen bestand. Die Demokratie wurde jedoch durch heftige Machtkämpfe unterminiert, die bis heute unter Panarabisten, Schiiten und Kurden nachwirken und in denen sich 1968 die nationalistische Baath-Partei durchsetzte. Ihre Macht ging 1979 in die Alleinherrschaft von Saddam Hussein über, die durch zwei „Golfkriege“ gegen Iran (1980–1988) und gegen Kuwait und dessen Verbündete (1990/91) noch gefestigt wurde.

### Staatlichkeit
Seit der Gründung 1920 kam keine gemeinsame nationale Identifikation der drei Bevölkerungsgruppen, Schiiten, Sunniten und Kurden, zustande. Diese mangelnde nationale Einigkeit ließ Platz für radikalislamische Machtbestrebungen. Vor dem Sturz Saddams regierten die Sunniten, nach Abzug der Amerikaner die Schiiten, die das vormals herrschende Regierungsgefüge unter „fadenscheinigen“ Argumenten „sprengten“ (Baath-Partei). Die ethno-religiösen Auseinandersetzungen verstärkten sich weiter und stellen akut eine Bedrohung für die irakische Einheit dar.

### Verfassung
Am 15. Oktober 2005 wurde die neue Verfassung zur Abstimmung freigegeben. Wenn in drei Provinzen zwei Drittel der Wähler mit Nein gestimmt hätten, wäre die Verfassung nicht angenommen worden. Laut Ergebnis lag die Wahlbeteiligung bei über 60 %. Die Verfassung wurde mit 78,59 % der Stimmen angenommen. Nur in den Provinzen al-Anbar und Salah ad-Din stimmten mehr als zwei Drittel der Wähler dagegen, in einer dritten Provinz (Ninawa) soll die Zweidrittelmehrheit an Gegenstimmen nur knapp verfehlt worden sein.

#### Übergangsverfassung (2004–2005)
In der Zwischenzeit geht die Diskussion um eine neue Verfassung weiter. Als erster Schritt wurde am 8. März 2004 von den 25 Mitgliedern des Regierungsrates eine Übergangsverfassung feierlich unterzeichnet. Nach anfänglichen Einwänden und einer Verschiebung des Termins wurde dann aber das Werk ohne Änderungen gegenüber dem ursprünglichen Entwurf verabschiedet.
Die Übergangsverfassung regelt die Geschicke des Staates seit der Machtübergabe am 28. Juni 2004. Der Irak ist laut Verfassungstext eine multi-ethnische und multi-religiöse parlamentarische Republik, die sich zur Demokratie, zum Pluralismus und zum Föderalismus bekennt. Im Text verankert sind die Menschen-, Freiheits- und Bürgerrechte, das Recht auf freie Meinungsäußerung und Versammlungsfreiheit sowie die Rechte ethnischer und religiöser Minderheiten.
Es besteht Religionsfreiheit, wobei der Islam als Staatsreligion festgeschrieben ist. Amtssprachen sind Arabisch und Kurdisch. In diesen Sprachen besteht ein Recht auf muttersprachlichen Unterricht. Syrisch-Aramäisch und Türkisch werden in der Verwaltung ebenfalls als Amtssprachen betrachtet.
Politische Macht geht im Rahmen von freien, gleichen und unmittelbaren Wahlen ausschließlich vom Volk aus. Der vom Volk alle vier Jahre gewählte Repräsentantenrat ist das höchste gesetzgebende Organ des Staates. Der vom Repräsentantenrat gewählte Präsident und Ministerpräsident nehmen gemeinsam die höchste Exekutivgewalt wahr. Die Gesetzgebung basiert auf den Regeln des Islams (Scharia) aber auch auf den Prinzipien der Demokratie bzw. der Verfassung. Alle Iraker sind vor dem Gesetz gleich. Die Judikative ist von den anderen Gewalten unabhängig und das höchste Rechtsorgan ist der Bundesgerichtshof, der eine noch nicht bestimmte Anzahl islamischer Rechtsgelehrte umfasst (Schariarichter). Er überwacht u. a. die Verfassungskonformität der Legislative.
Die zentralstaatlichen Kompetenzen sind die Außen-, Verteidigungs-, Handels-, Einwanderungspolitik, die Währung, das Zoll- und das Messwesen. Die Regionen und Provinzen genießen eine weitreichende Autonomie. So haben die Provinzen bei Angelegenheiten, über die mit dem Bund gemeinsam entschieden wird, das letzte Wort. Provinzen sind berechtigt, gemeinsame Verwaltungsbezirke mit weitreichenden Kompetenzen zu bilden, sofern dies im Rahmen eines Referendums durch das Volk bestätigt wurde. Auch sind die Provinzen berechtigt, eigene Sicherheitskräfte zu unterhalten.
Die Gleichberechtigung der Frau ist explizit in der Verfassung garantiert. So müssen mindestens 25 % der Abgeordneten des Repräsentantenrats weiblichen Geschlechts sein. Der umstrittene Artikel 39 sieht jedoch vor, dass irakische Bürger sich der Zivilgerichtsbarkeit ihrer eigenen Religionsgemeinschaft unterwerfen können, was gegebenenfalls zu einer entsprechenden Benachteiligung bei Erbschafts- und Scheidungsangelegenheiten führen kann.
Bodenschätze, wie beispielsweise Erdgas und Erdöl, sind als gemeinschaftliches Eigentum aller Iraker festgeschrieben. Ihre gemeinschaftliche Nutzung wird von der Zentralregierung und den Provinzen gemeinsam bestimmt.
Am 30. Januar 2005 fanden die Wahlen für ein Übergangsparlament (Nationalversammlung) statt, in dem die Vereinigte Irakische Allianz (United Iraqi Alliance [UIA]), die von Großajatollah Ali as-Sistani unterstützt wurde, mit 48,2 % der abgegebenen Stimmen fast die absolute Mehrheit der Sitze im Parlament erreichte. Eine von diesem Übergangsparlament ernannte 55-köpfige Kommission musste bis 15. August 2005 die endgültige Verfassung erarbeiten, über die per Volksentscheid abgestimmt wurde. 28 der Mitglieder der Kommission gehören der UIA an, die weiteren Sitze teilen größtenteils die Kurden und das Parteienbündnis des früheren Ministerpräsidenten Iyad Allawi, Irakische Liste, unter sich auf. Die Kommission wird von dem moderaten schiitischen Kleriker Hummam Hammudi geleitet, seine Stellvertreter sind der Sunnit Adnan al-Dschanabi und der Kurde Fu’ad Massum. Wegen der Unterrepräsentierung der Sunniten übte US-Außenministerin Condoleezza Rice Kritik an der Zusammensetzung der Kommission, worauf der irakische Ministerpräsident Ibrahim al-Dschafari versprach, die Sunniten mehr in den politischen Prozess mit einzubeziehen. Daraufhin wurde den Sunniten eine stärkere Beteiligung an der Ausarbeitung der Verfassung angeboten.

### Staatsoberhaupt
Die Ernennung einer Regierung ist laut Verfassung nur im Einvernehmen zwischen dem kurdischen, dem schiitischen und dem sunnitischen Vertreter im Präsidialrat möglich.

Laut der aktuellen Verfassung von 2005 ist das Staatsoberhaupt der Präsident der Republik Irak.
Am 24. Juli 2014 wurde der Kurde Fuad Masum (PUK) vom irakischen Parlament mit 211 zu 17 Stimmen zum neuen Präsidenten gewählt.
Seine Stellvertreter sind der frühere Ministerpräsident Nuri al-Maliki, Iyad Allawi und Osama al-Nudschaifi.
Rund fünf Monate nach der Wahl 2018 im Irak ist der kurdische Politiker Barham Salih nach mehreren Anläufen zum neuen Staatschef des Landes gewählt worden. Die Abgeordneten im Parlament in Bagdad stimmten mit 219 von 329 Stimmen für ihn. Das Präsidentenamt im Irak steht traditionell einem Kurden zu. Anders als früher konnten sich die beiden großen kurdischen Kräfte, die Kurdische Demokratische Partei (KDP) und die Patriotische Union Kurdistans (PUK), zunächst nicht auf einen Kandidaten einigen. Dahinter steckt ein erbitterter Kampf um die Machtverteilung im Land.

### Regierung

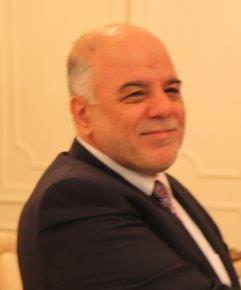
Ministerpräsident Haider al-Abadi

Nachdem Haider al-Abadi am 11. August 2014 von Staatspräsident Fuad Masum mit der Bildung einer neuen Regierung beauftragt worden war, trat der bisherige Ministerpräsident Nuri al-Maliki am 14. August zurück. Es dauerte noch bis zum 8. September bis al-Abadi und sein Kabinett die Zustimmung der Mehrheit des irakischen Parlaments erlangte und es vereidigt wurde.
Das anlässlich von Protesten gegen Missstände und Korruption in mehreren irakischen Provinzen im August 2015 angekündigte Reformprogramm von Premierminister Al-Abadi kommt nur schleppend voran. Maßnahmen wie die Abschaffung der Posten der stellvertretenden Staatspräsidenten oder die Neubesetzung von Ministerposten wurden durch das Oberste Bundesgericht bzw. das Parlament rückgängig gemacht bzw. verhindert. Der Finanz- und der Verteidigungsminister verloren durch Misstrauensvoten des Parlaments ihre Posten. Kernressorts der Regierung wie z. B. Inneres, Finanzen und Verteidigung sind momentan unbesetzt, andere Ressorts wie z. B. Finanzen, Handel und Industrie bleiben weiter vakant.

### Wahlen
Laut Übergangsverfassung mussten auf jeder Wählerliste ein Drittel Frauen stehen. Ebenfalls stehen rund ein Viertel aller Sitze der neu gewählten Nationalversammlung Frauen zu.
Bei den Kommunalwahlen 2009 wurden in 14 der 18 Provinzen die Abgeordneten der Kommunalparlamente gewählt. In der Provinz Kirkuk wurde der Urnengang abgesagt, da die politischen Fraktionen sich nicht auf die Rahmenbedingungen einigen konnten. In den restlichen drei Provinzen, die autonom regierten kurdischen Nordprovinzen, wird die Wahl zu einem späteren Zeitpunkt durchgeführt. 15 Millionen von insgesamt 28 Millionen Wahlberechtigten haben sich zuvor für die Wahl registrieren lassen, um ihre Stimme abgeben zu können. Die Wahllokale wurden von tausenden irakischen Polizisten und Soldaten abgesichert, weitgehend ohne Beteiligung der US-Armee. Nach Berichten von Reuters verliefen die Wahlen im Gegensatz zu 2005 weitgehend friedlich.
Der schiitische Geistliche Muqtada al-Sadr gewann die Parlamentswahl 2018. Seine Liste Sairun („Wir marschieren“) werde 54 der 329 Sitze im Parlament erhalten, teilte die Wahlkommission mit. Auf Platz zwei folgt ein Bündnis des Politikers Hadi al-Amiri, das den schiitischen Milizen nahesteht und enge Beziehungen zum benachbarten Iran hat. Lediglich auf Platz drei kam der amtierende schiitische Regierungschef Haidar al-Abadi mit seiner Liste. Dieses Ergebnis war bereits Prognosen zufolge nach der Wahl vom 12. Mai erwartet worden.

### Politische Indizes
| Name des Index                     | Indexwert    | Weltweiter Rang | Interpretationshilfe | Jahr |
| ---------------------------------- | ------------ | --------------- | --- | ---- |
| Fragile States Index               | 88,6 von 120 | 31 von 179      | Stabilität des Landes: große Warnung 0 = sehr nachhaltig / 120 = sehr alarmierend Rang: 1 = fragilstes Land / 179 = stabilstes Land | 2024 |
| Demokratieindex                    | 2,8 von 10   | 126 von 167     | Autoritäres Regime 0 = autoritäres Regime / 10 = vollständige Demokratie                                                            | 2024 |
| Freedom in the World Index         | 30 von 100   | —               | Freiheitsstatus: unfrei 0 = unfrei / 100 = frei                                                                                     | 2024 |
| Rangliste der Pressefreiheit       | 25,5 von 100 | 169 von 180     | Sehr ernste Lage für die Pressefreiheit 100 = gute Lage / 0 = sehr ernste Lage                                                      | 2024 |
| Korruptionswahrnehmungsindex (CPI) | 26 von 100   | 140 von 181     | 0 = sehr korrupt / 100 = sehr sauber                                                                                                | 2024 |

### Menschenrechte
Im Irak wird immer noch die Todesstrafe vollstreckt. Amnesty International dokumentierte zahlreiche Fälle von Folter und Misshandlungen in Gefängnissen. Darunter zählen unter anderem: das Aufhängen an Armen oder Beinen über längere Zeiträume, das Schlagen mit Kabeln und Schläuchen, Elektroschocks, das Brechen von Armen und Beinen, beinahe Erstickung durch Plastiktüten oder Vergewaltigung. Nonkonformisten und Homosexuelle werden eingeschüchtert. Die Behörden der Autonomen Region Kurdistan gingen gegen Personen vor, welche die Korruption der Regierung kritisierten. Auch dort wurden Fälle von Folter und Misshandlungen dokumentiert.

### Frauenhandel
Im Irak „verheiraten“ schiitische Geistliche junge Mädchen und Frauen für „Vergnügungsehen auf Zeit“ (Mutʿa-Ehe), die nur eine Stunde dauern können – für sexuelle Zwecke. Unter dem Vorwand, die Scharia zu befolgen, werden die Mädchen gegen eine Gebühr getraut.

### Außenpolitik

#### Beziehung zu den Vereinigten Staaten
Die Beziehungen zwischen Irak und den USA unterliegen seit dem Abzug der letzten US-Truppen am 18. Dezember 2011 einem deutlichen Wandel. Bereits mit dem Abzug der letzten Kampfbrigade im August 2010 war die „Operation Iraqi Freedom“ beendet. Nichtsdestoweniger bleiben die USA nach Iran der wichtigste internationale Partner für Irak. Die USA sind insbesondere seit dem irakischen Regierungswechsel um die Unterstützung einer demokratisch legitimierten und inklusiven Regierung bemüht. Ferner unterstützen die USA im Rahmen der internationalen Anti-IS-Koalition die irakische Regierung im Kampf gegen den IS. Die Tötung von Qasem Soleimani auf irakischem Staatsgebiet führte 2020 zu einer Belastung der Beziehungen.
In Syrien und auch im Irak kam es in Folge des laufenden Gazakrieges im verstärkten Maß zu militärischen Auseinandersetzungen zwischen Einheiten der United States Army. Seit dem 17. Oktober 2023 griffen von Iran unterstützte Paramilitärs, die unter dem Dach des Islamischen Widerstands im Irak organisiert sind, vermehrt mit Drohnen und Raketen US-amerikanische Militärstützpunkte in Syrien und dem Irak an. Nach Angaben der Regierung der Vereinigten Staaten wurden seit dem 17. Oktober 2023 mindestens 40 Angriffe verübt, darunter 22 auf US-Militärbasen im Irak und 18 auf solche in Syrien. Im Gegenzug griffen US-amerikanische Kampfflugzeuge zweimal Einrichtungen der Paramilitärs an. Nachdem auch im Dezember 2023 US-Militärbasen von proiranischen Paramilitärs angegriffen wurden, flog die United States Air Force (USAF) in der Nacht zum 26. Dezember einen Luftangriff auf Einrichtungen der im Irak stationierten proiranischen Paramilitärs. Die irakische Regierung deklarierte die Opfer des Luftangriffs jedoch nicht als Mitglieder paramilitärischer Kampfeinheiten, sondern als Soldaten der regulären irakischen Streitkräfte und als Zivilisten.

#### Beziehung zu den Nachbarstaaten
Unter seinen Nachbarstaaten unterhält Irak volle diplomatische Beziehungen derzeit u. a. zur Türkei, zu Jordanien, Iran, Syrien, Kuwait und Saudi-Arabien.
Das Verhältnis zu Syrien ist derzeit durch die gewalttätigen Auseinandersetzungen im Nachbarstaat schwer beeinträchtigt. Noch immer sind Teile der an der Grenze zu Syrien gelegenen irakischen Region unter der Kontrolle von IS. Darüber hinaus war der Irak von den Flüchtlingsströmen aus Syrien stark betroffen.
Am 13. Februar 2007 wurde die irakische Botschaft in Riad wiedereröffnet; Saudi-Arabien hat am 21. Februar 2012 die diplomatischen Beziehungen zu Irak wieder aufgenommen und Ende 2015 eine Botschaft in Bagdad sowie vor kurzem ein Generalkonsulat in Erbil eröffnet. Ende Februar 2017 reiste der saudische Außenminister, Adel al-Dschubeir, als erster saudischer Außenminister seit 1990 nach Bagdad. Saudi-Arabien hat ein Interesse an einem stabilen Irak unter einer inklusiven, die unterschiedlichen Bevölkerungsgruppen in politische Entscheidungen und Institutionen einschließenden Regierung.
Die über Jahrzehnte belasteten Beziehungen zu Kuwait haben sich verbessert. Bei Besuchen des kuwaitischen Premierministers in Bagdad und des irakischen Außenministers in Kuwait vereinbarten beide Seiten, die noch offenen Fragen hinsichtlich der Kompensationen an Kuwait mit Hilfe der Unterstützungsmission der Vereinten Nationen in Irak (UNAMI) lösen zu wollen. Dabei geht es in erster Linie um Wiedergutmachung, die Irak nach seinem Überfall auf Kuwait vom 2. August 1990 leisten muss.
Es existiert ein irakisch-kuwaitischer Ministerrat, von dem unter anderem ein Tourismus- und Investitionsabkommen vereinbart und eine Einigung zur Navigation im Khor Abdullah, dem Grenzgebiet im Persischen Golf erreicht wurde.
Das Verhältnis Iraks zu anderen arabischen Staaten verbessert sich ebenfalls, nachdem zahlreiche arabische Diplomaten nach 2003 Opfer von Gewalt in Bagdad geworden waren. So entsandte Ägypten im Juni 2009 wieder einen Botschafter nach Bagdad und im November 2010 einen Generalkonsul nach Erbil. Im September 2015 gab Katar die erste Entsendung eines Botschafters nach Bagdad seit 1990 bekannt.
Die Beziehungen zur Türkei haben sich zuletzt wieder verschlechtert. Im Vordergrund stehen derzeit Spannungen um eine türkische Militärpräsenz zu Ausbildungszwecken im Nordirak gegen den Willen der irakischen Regierung. Differenzen bestehen darüber hinaus im Hinblick auf den Konflikt in Syrien, die sich mit dem Umgang der Kurden ergebenden Probleme und den Konflikt um das Wasser aus dem Tigris. Im Dezember 2013 wurde die türkisch-kurdische Ölpipeline eröffnet. Der Aufkauf von Öl von der kurdischen Regionalregierung durch die Türkei, unter Übergehung der Bagdader Zentralregierung, hat bestehende Spannungen vertieft. Ergänzend zu den benannten Aktivitäten ist die Türkei seit Sommer 2015 punktuell und ohne eine dauerhafte militärische Präsenz zu entfalten im Nordirak im Rahmen ihrer Kampfhandlungen gegen die PKK militärisch aktiv.
Der Irak unterhält enge Beziehungen zu seinem Nachbarn Iran, die durch eine wechselhafte Geschichte gekennzeichnet sind. Trotz des verlustreichen Krieges zwischen den beiden Staaten in den 1980er Jahren sind die Beziehungen historisch sehr eng. Sowohl auf gesellschaftlicher und wirtschaftlicher Ebene wie auch zwischen den Regierungen bestehen vielfältige, von sehr unterschiedlichen Interessen getragene und seit dem Antritt der jetzigen irakischen Regierung auch sich noch weiter intensivierende Verbindungen. Tausende iranischer Pilger reisen jedes Jahr zu den heiligen Orten der Schiiten in Irak, u. a. nach Kerbela und Nadschaf.

### Verwaltungsgliederung

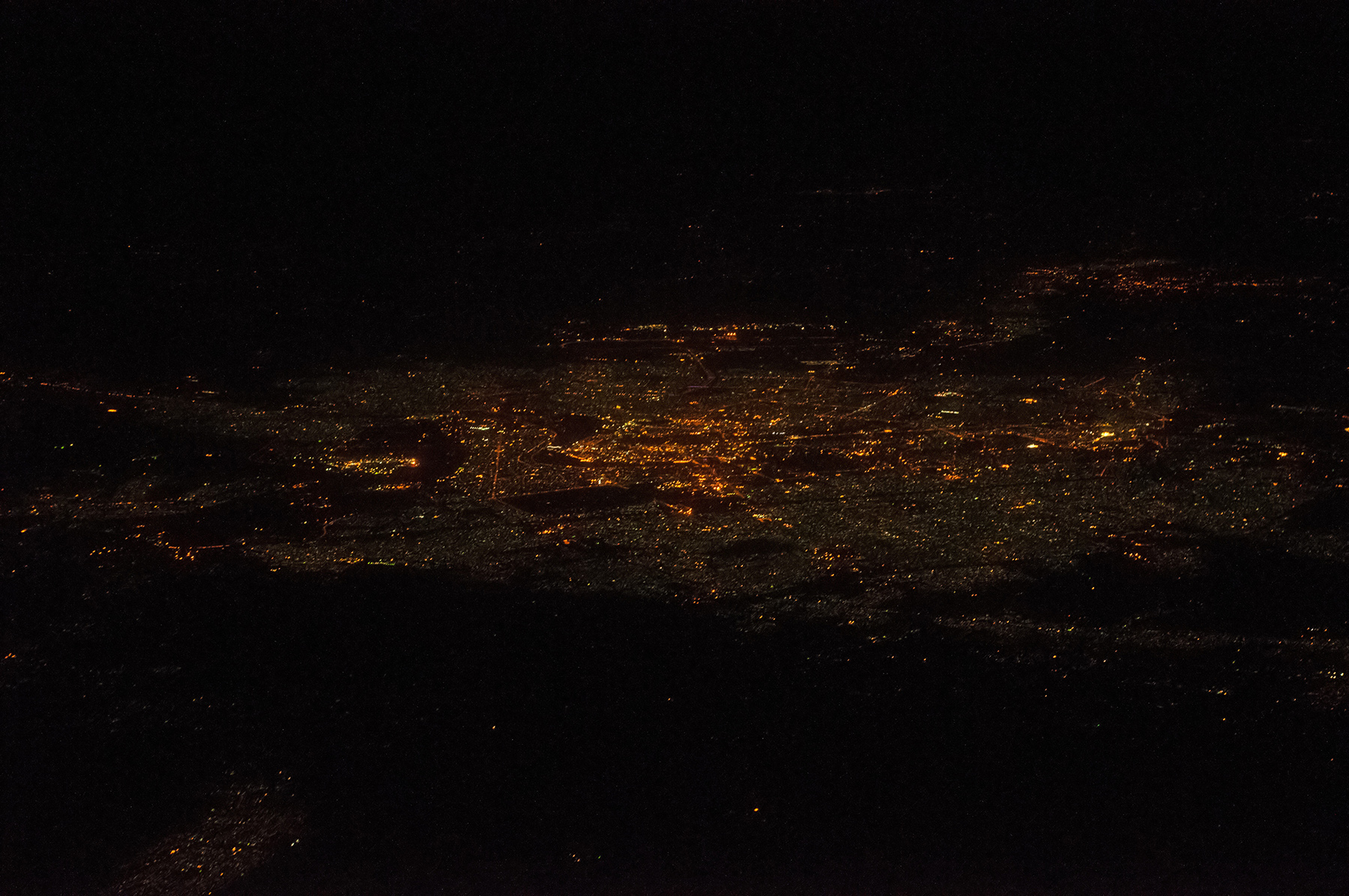
Nachtaufnahme Bagdads

Mit der Verfassung von 2005 hat sich der Staat erstmals als föderal definiert:

“The federal system in the Republic of Iraq is made up of a decentralized capital, regions and governorates, and local administrations.”

„Das föderale System der Irakischen Republik besteht aus einem Hauptstadtterritorium, Regionen und Gouvernements, und Lokalverwaltungen.“

Oberste Verwaltungseinheit ist die Region, die aber bisher erst in der Autonomen Region Kurdistan, bestehend aus inzwischen 4 Gouvernements, umgesetzt wurde.
Unterteilt ist das Land in 19 Gouvernements (muhafazat, Singular muhafaza):
| - Bagdad (بغداد) - Salah ad-Din (صلاح الدين) - Diyala (ديالى) - Wasit (واسط) - Maisan (ميسان) - Basra (البصرة) - Dhi Qar (ذي قار) - al-Muthanna (المثنى) | - al-Qadisiya (القادسية) - Babil (بابل) - Kerbela (كربلاء) - Nadschaf (النجف) - al-Anbar (الأنبار) - Ninawa (نينوى) - Kirkuk (كركوك) | - Autonome Region Kurdistan: - Dahuk (دهوك) - Arbil (أربيل) - as-Sulaimaniya (السليمانية) - Halabdscha (حلبجة) |

Eine dritte Verwaltungsebene sind Lokalverwaltungen (local administrations) für Minderheitengebiete, die noch nicht umgesetzt wurden.

### Militär

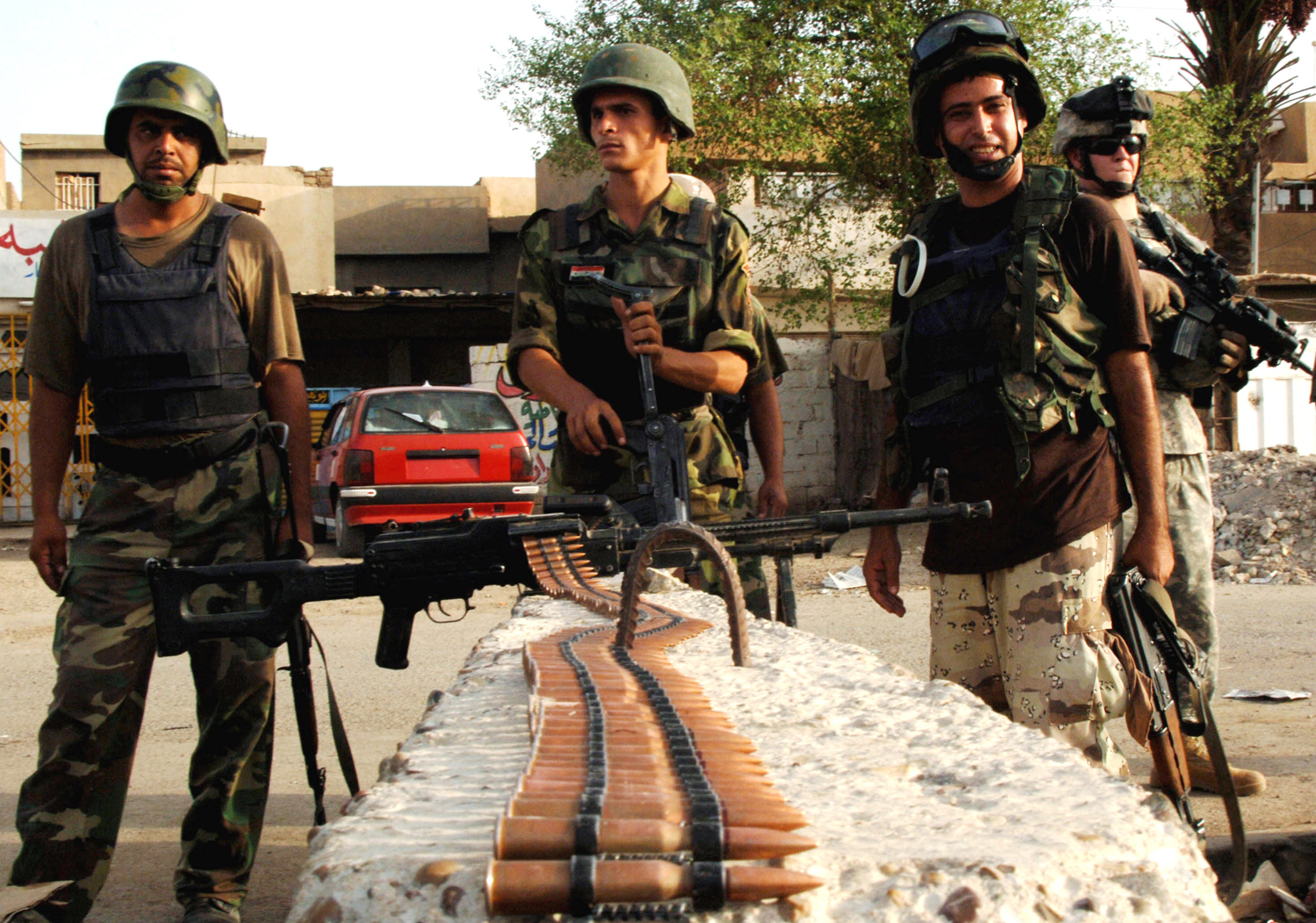
Die irakische Nationalpolizei sichert zusammen mit US-Soldaten einen Checkpoint in Al Shurta, August 2006

Am 23. Mai 2003 wurden die Streitkräfte des ehemaligen Regimes unter Saddam Hussein durch die Übergangsverwaltung aufgelöst. Eine große Anzahl der militärischen Hinterlassenschaften wurden zerstört. Die neuen irakischen Streitkräfte wurden mit Unterstützung der USA, Großbritanniens, Australiens und Jordaniens aufgestellt. Im Irak waren die „Koalitionsstreitkräfte“, weiterhin vorrangig die USA und Großbritannien, als Hauptteil der Multi-National Force – Iraq bis 2009 für die innere und äußere Sicherheit im Land zuständig und arbeiteten eng mit der neuen irakischen Armee zusammen. Die United States Forces Iraq (USF-I) verließen den Irak 2011.
Oberbefehlshaber (Chief Joint Forces) der neuen irakischen Streitkräfte ist 2007: General Babakir Zebari. Das Land gab 2017 knapp 3,9 Prozent seiner Wirtschaftsleistung oder 7,4 Milliarden US-Dollar für seine Streitkräfte aus. Die relativ hohen Verteidigungsausgaben sind eine Belastung für den Staatshaushalt.
Private Sicherheitsunternehmen:

Zahlreiche Militärdienstleister und Private Sicherheits- und Militärunternehmen sind im Auftrag des US-Militärs tätig. Deren Anzahl wird auf rund 15.000 Mann geschätzt – offizielle Zahlen werden nicht bekannt gegeben. Die größten dieser Unternehmen sind:
- The Hart Group: Schutz von Elektrounternehmen
- ISI Group: Schutz der Koalitionsgebäude
- Erinys International: Personenschutz
- DynCorp: Personenschutz & Ausbildung der irakischen Polizei (Auftragswert: 40 Mio. US-Dollar)
- Blackwater USA: Personenschutz
- ArmorGroup/G4S: Personenschutz, Minenräumung & Flughafensicherung
- Kroll Inc.: Personenschutz
- Global Risk Personenschutz
- Sabre International Flughafensicherung

Den privaten Militärdienstleistern kommt im Irak eine Sonderstellung zu, da nicht geklärt ist, an welches Recht diese Unternehmen gebunden sind, und diese auch keine Auskunft über Mitarbeiterzahlen oder Opferzahlen abgeben müssen.

## Wirtschaft

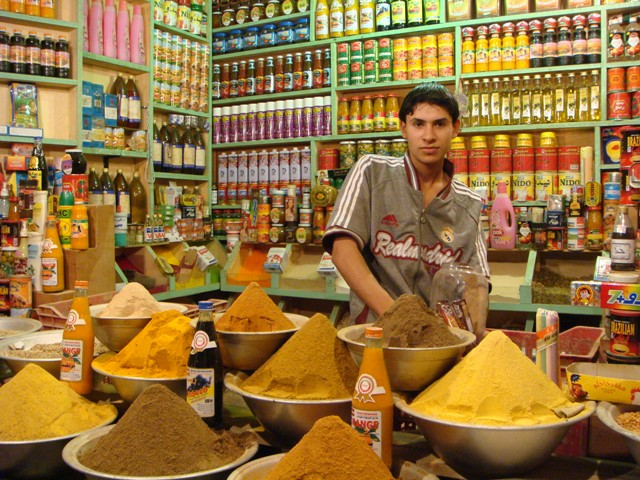
Ein Gewürzladen in Nasiriya mit importierten Gewürzsorten aus Indien, 2007

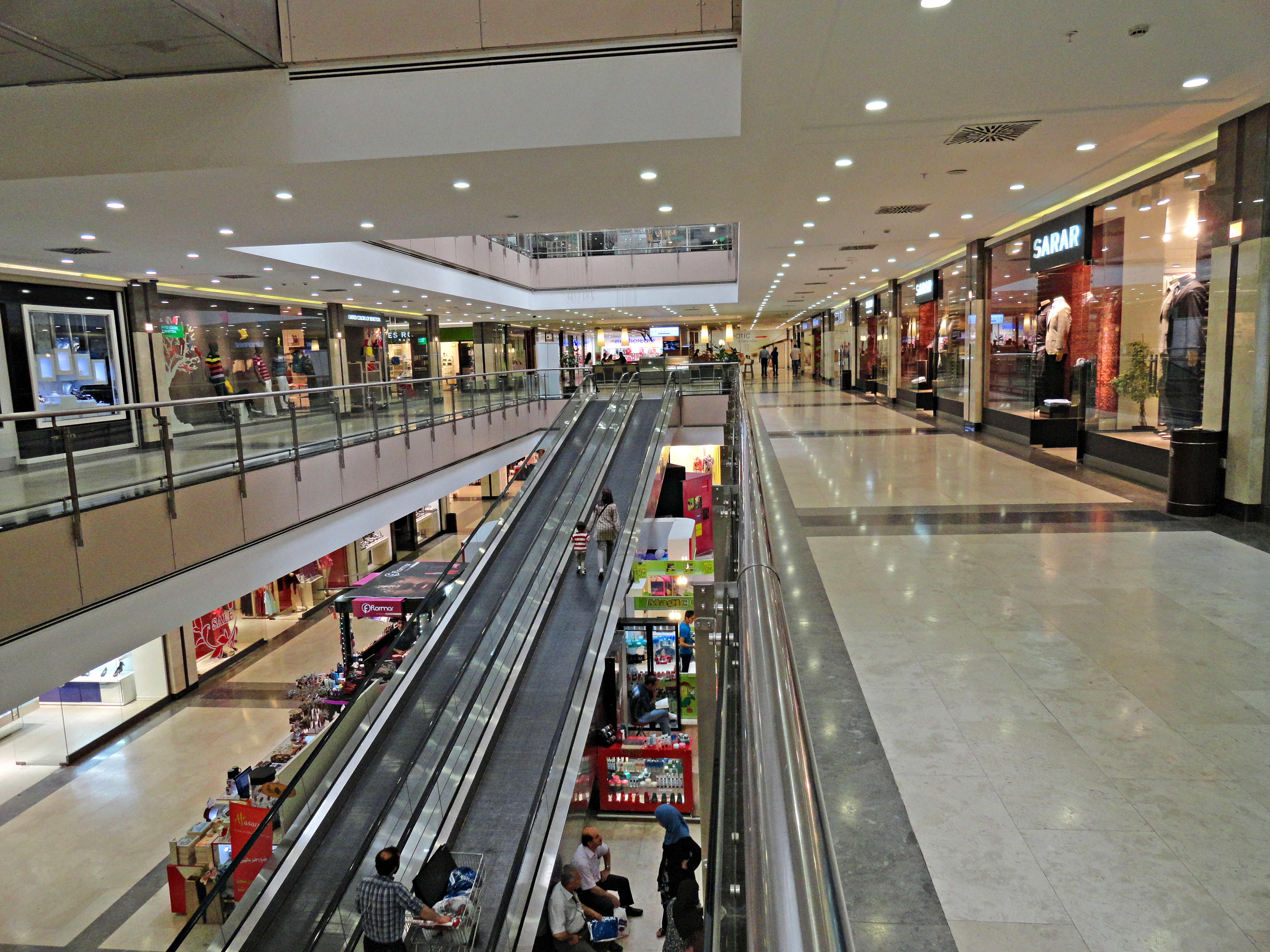
Moderne Mall in Erbil

Der Irak ist im Wesentlichen ein Agrarstaat, dessen Wirtschaft sich allerdings seit den ersten Ölfunden im Jahr 1927 fast ausschließlich auf den Export von Erdöl ausrichtet.
Nachdem 1972 alle ausländischen Erdölgesellschaften verstaatlicht wurden und die Ölkrise zu einem rasanten Anstieg der Erdölpreise geführt hatte, gab es ab Mitte der 1970er Jahre einen Wirtschaftsboom im Land, das Bruttoinlandsprodukt des Landes wuchs zwischen 1970 und 1980 um durchschnittlich 11,7 % Von dieser rasanten Entwicklung mochte auch ein Großteil der irakischen Bevölkerung profitieren. 1979 besaß der Irak Geldreserven im Wert von 35 Milliarden US-Dollar, 1980 betrugen die Erdöleinnahmen 26 Milliarden Dollar.
Der Erste Golfkrieg bremste allerdings diese Entwicklung, so schrumpfte das BIP des Landes zwischen 1980 und 1985 um 8,1 % und von 1985 bis 1989 erneut um 1,7 % Durch das UN-Embargo (1991–2003) wurde die Wirtschaft fast lahmgelegt. Mit 100 Milliarden US-Dollar Schulden zählt der Irak zu den am höchsten verschuldeten Ländern der Welt. Die Wirtschaft des Landes leidet immer noch an den Folgen der Golfkriege, des UN-Embargos und an der derzeitigen instabilen Lage.
2012 exportierte der Irak Waren im Wert von 93,9 Mrd. Dollar. Hauptabnehmer waren die USA, Indien und Südkorea. Die Importe beliefen sich auf 56,9 Mrd. Dollar und stammen meist aus Syrien, Jordanien, der Türkei und den USA. Haupteinfuhrgüter waren Maschinen, verschiedene verarbeitete Erzeugnisse, chemische Erzeugnisse und Lebensmittel.
Die geringe Verflechtung des Landes mit der Weltwirtschaft und die damit verbundene relativ große Unabhängigkeit des Iraks von globalen Märkten verschonte das Land bisher von der aktuellen wirtschaftlichen Krise. Einzelne Bereiche profitieren sogar direkt von der globalen Rezession. Der Nationalen Investitionskommission des Iraks (INIC) zufolge ist seit dem Beginn der Weltwirtschaftskrise vor allem die Zahl der internationalen Bau- und Vertragsunternehmen im Irak sprunghaft angestiegen. Andere Investoren sollen folgen und weiteres Auslandskapital ins Land spülen. Der kurdische Investitionsminister Herish Muharam Muhamad ließ sich jüngst sogar zu dem Vergleich hinreißen, Investitionen im Irak seien „sicherer als die Wall Street“.
Laut einer staatlichen Studie leben ungefähr 23 % der Iraker unter der Armutsgrenze und damit von weniger als 2,50 Dollar am Tag. Ein weiteres Problem stellt die Korruption im Land dar.
Durch die Iraq Development Road plant der Irak zu einem Logistikzentrum aufzusteigen. Dafür sollen Eisenbahnen und Autobahnen zwischen der Grenze des Iraks mit der Türkei und dem im Bau befindlichen Hafen auf der al-Faw-Halbinsel im Südirak gebaut werden, um einen der größten Handelshäfen in der Region zu etablieren. Das Projekt mit einem Volumen von 17 Milliarden US-Dollar wurde 2023 auf einer internationalen Konferenz geplant. Das Land bemüht sich auch um eine Verbindung mit Chinas neuer Seidenstraße.
Im Land gibt es mehrere Wertpapierbörsen, wovon die Iraq Stock Exchange mit Sitz in der Hauptstadt die bekanntere ist.
| Jahr                                    | 2010  | 2015  | 2016   | 2017   | 2018   | 2019   | 2020    | 2021   | 2022   | 2023   |
| --------------------------------------- | ----- | ----- | ------ | ------ | ------ | ------ | ------- | ------ | ------ | ------ |
| BIP in Mrd. USD (Kaufkraftparität)      | 233,6 | 345,6 | 405,3  | 406,3  | 490,3  | 511,1  | 449,0   | 551,1  | 636,0  | 639,8  |
| BIP pro Kopf in USD (Kaufkraftparität)  | 7.546 | 9.813 | 11.204 | 10.939 | 12.860 | 13.063 | 11.182  | 13.380 | 15.053 | 14.767 |
| BIP-Wachstum (real)                     | 6,4 % | 2,5 % | 16,2 % | −1,5 % | 2,6 %  | 5,6 %  | −12,4 % | 1,4 %  | 7,7 %  | −2,9 % |
| Inflation (in Prozent)                  | 2,4 % | 1,4 % | 0,5 %  | 0,2 %  | 0,4 %  | −0,2 % | 0,6 %   | 6,0 %  | 5,0 %  | 4,4 %  |
| Staatsverschuldung (in Prozent des BIP) | 54 %  | 57 %  | 67 %   | 60 %   | 47 %   | 43 %   | 77 %    | 58 %   | 40 %   | 45 %   |

### Währung
Die Währung des Landes ist der 1932 eingeführte Irakische Dinar zu 1000 Fils. Zwischen 1991 und 2003 gab es im Irak zwei Währungen, den sog. Schweizer Dinar, der im kurdischen Norden verwendet wurde (Wert: 1 US-Dollar = 0,33 Dinar), und den Print-Dinar mit dem Bild Saddam Husseins, der nach 1991 den Schweizer Dinar ersetzte (Wert: 1 US-Dollar = etwa 3500 Dinar). Am 15. Oktober 2003 wurde der Neue Irakische Dinar eingeführt, der beide Währungen ersetzte (Wert: 1 US-Dollar = etwa 1150 Dinar).

### Bodenschätze/Bergbau
Wichtigster Wirtschaftszweig des Landes ist die Erdölförderung.
Der Irak ist Gründungsmitglied der am 14. September 1960 gegründeten OPEC und hat nach Saudi-Arabien und Kanada (das größtenteils über sogenanntes unkonventionelles, teuer herzustellendes Erdöl, z. B. Teersande verfügt) die größten erkundeten Erdölvorräte (113 Milliarden Barrel). Man schätzt, dass sich die gesamten Vorräte auf bis zu 250 Milliarden Barrel Öl und Gas belaufen könnten. Bis zu 45 Milliarden Barrel davon liegen im Norden in der Autonomen Region Kurdistan, darunter ein großer Teil im Kirkuk-Feld. Der Irak ist eines der Länder, die in der sogenannten strategischen Ellipse liegen.
1902 begann die Suche nach Öl mit der ersten Bohrung im Zagros Basin (Nordost-Irak). Der erste Ölfund kam aber erst 20 Jahre später zustande. 1927 wurde dann mit der Baba Gurgur 1 genannten Bohrung ein gigantisches Ölvorkommen entdeckt – das Kirkuk-Feld. Es flossen zunächst 1 Million Barrel Öl in die Umwelt, bevor man das ausströmende Öl unter Kontrolle bekam. Das Feld erstreckt sich über 150–200 km und hat eine 610 m dicke ölführende Schicht. Die ursprüngliche Menge Öl im Feld wird mit 17 Milliarden Barrel angegeben. Damit hatte es etwa 1/5 der Ölmenge des größten Ölfelds der Welt (Ghawar in Saudi-Arabien) und zählt zu den sogenannten „Supergiganten“.
Bis 1972 wurde die gesamte irakische Ölindustrie unter dem Dach der Iraq National Oil Company (INOC) verstaatlicht.
Die Erdölförderung stieg seit 1969 kontinuierlich und erreichte 1979 ihren Höhepunkt mit 3,5 Millionen Barrel pro Tag (bopd). Der Krieg mit Iran und der Erste Golfkrieg führten dazu, dass die Ölproduktion zusammenbrach. 1981 wurden 900.000 bopd und 1991 dann nur noch 300.000 bopd gefördert.
Die Vereinten Nationen haben am 22. März 2003 die Sanktionen gegen den Irak aufgehoben. Die USA und Großbritannien behielten sich als Besatzungsmächte bis zur Einsetzung einer Regierung die finanzielle Verwaltung der irakischen Erdölförderung vor.
Bis 2003 wurden 75 große Öl- und Gasfelder entdeckt. Neun davon sind „Supergiganten“ (u. a. Kirkuk, Rumalia South, Rumalia North und Majnoon) und 22 „Giganten“.
Die enormen Ölvorkommen im kurdischen Teil des Iraks sind auch Grund für den jahrelangen Streit zwischen der kurdischen Regionalregierung und der Zentralregierung in Bagdad. Die kurdische Regierung hat seit 2003 mit etwa 30 westlichen Firmen Verträge zur Erforschung und Ausbeutung von Ölfeldern abgeschlossen.
Am 8. Mai 2009 erteilte die Regierung in Bagdad aber diese Genehmigung zum Export von kurdischen Öl. Ab dem 1. Juni 2009 flossen 60.000 bopd vom Tawke Feld über Pipelines zum am Mittelmeer gelegenen Ölverladehafen nach Ceyhan in der Türkei.
Ende Juni 2009 begann dann auch der Export vom Taq Taq Feld mit 40.000 bopd.
Im September 2009 stellte Kurdistan den Export jedoch wieder ein, da mit Bagdad keine Einigung über die Bezahlung der Exporte erzielt werden konnte. Weder Kurdistan noch die Ölproduzenten erhielten Geld.
Nach den irakischen Wahlen Anfang 2010 und der Regierungsbildung Ende 2010 wurden neue Verhandlungen zur Beilegung dieses Konflikts aufgenommen mit dem Ergebnis, dass am 3. Februar 2011 der Export mit 10.500 bopd aufgenommen wurde. Bereits drei Tage später sollten 50.000 bopd erreicht werden und eine weitere Erhöhung auf 100.000 bopd folgen.
Den Verkauf nimmt die staatseigene „State Oil Marketing Organization“ (SOMO) in Bagdad vor. Das Tawke Feld wird von der DNO entwickelt. Genel Enerji (Türkei) und Sinopec (China) betreiben das Taq Taq Feld.
Am 17. Mai 2009 erwarben die österreichische OMV und die ungarische MOL Anteile an den Gasfeldern Khor Mor und Chemchemal. Ab 2014–15 sollen aus diesen Feldern täglich eine Mrd. Kubikmeter Gas nach Europa strömen. OMV und MOL sind Anteilseigner an der in Planung und Bau befindlichen Nabucco-Gaspipeline.
Im Juni und Dezember 2010 wurden an den unten aufgeführten irakischen Feldern Beteiligungen an westliche Ölkonzerne vergeben. Die Beteiligungen sehen feste Zahlungen pro Barrel vor. Sollten die Planungen eingehalten werden, steigt die Förderung des Iraks von 2,5 Millionen bopd im Jahr 2009 auf 12 Millionen bopd im Jahr 2016. Damit wäre der Irak größter Ölproduzent der Welt. Dieser drastische Ausbau der Förderung wird hunderte Milliarden Dollar verschlingen. Hinzu kommt ein erheblicher Bedarf an Fachkräften, Ölbohrausrüstungen, Pipelines und allem was dazugehört. Experten bezweifeln daher, dass der Irak seine Ziele erreichen kann.
- Rumaila-Feld (17,7 Milliarden Barrel): CNPC + BP, $2 pro Barrel, Fördermengenziel: 2,8 Millionen bopd, damit wäre es das zweitgrößte ölproduzierende Feld der Welt
- Majnoon-Feld (13 Milliarden Barrel): Royal Dutch Shell + Malaysia’s Petronas; Beteiligung $1.39 pro Barrel, Fördermengenziel: 1,8 Millionen bopd
- West Qurna-Feld Phase 2 (12 Milliarden Barrel): Lukoil + Statoil Hydro, $1,15 pro Barrel, Fördermengenziel: 1,8 Millionen bopd
- Halfaya-Feld (4 Milliarden Barrel): CNPC + Total + Petronas, Fördermengenziel: 535.000 bopd
- Badra-Feld (2 Milliarden Barrel): GazpromNeft + Kogas + Petronas + TPAO, Fördermengenziel 170,000 bopd, $5.50 pro Barrel
- Garraf -Feld (860 Millionen Barrel): Petronas + Japex, $1.49 pro Barrel, Fördermengenziel: 230,000 bopd
- Najmah-Feld: Sonangol
- Qaiyarah-Feld: Sonangol
- Middle Furat: bei Kerbela, kein Bieter[96]

Der Irak verfügt neben dem Erdöl auch über Schwefel, Phosphat, Meersalz und Gips sowie über kleinere Mengen an Gold und Silber.

### Landwirtschaft
Verglichen mit anderen Nahost-Staaten verfügt der Irak über reichlich Wasser; so ist auch die Landwirtschaft ein bedeutender Wirtschaftszweig, in dem rund 40 Prozent aller irakischen Arbeitnehmer beschäftigt sind. Im Norden gibt es dank Niederschlägen und mildem Wetter Regenfeldbau; im Süden gibt es überwiegend Bewässerungsfeldbau. Angebaut werden Weizen, Reis, Mais, Gerste sowie Obst und Gemüse (vorwiegend zur Selbstversorgung). Bis in die 1980er Jahre war das Land Selbstversorger bei den meisten Lebensmitteln, heutzutage muss der Irak das meiste an seinem Grundbedarf importieren.
Die wichtigsten Agrarerzeugnisse sind Datteln. In den 1970er Jahren stellte der Irak 75 % der Datteln auf dem Weltmarkt, aufgrund der Massenabholzungen und Trockenlegungen während des Ersten Golfkrieges und der Zweiten Anfal-Operation 1991 ging dieser Anteil stark zurück. Im Jahr 2008 wurde mit 281.000 Tonnen lediglich die Hälfte der Produktion der 1980er Jahre erreicht. Zudem ist der Bestand von über 30 Millionen Palmen auf unter neun Millionen gesunken.

### Industrie
Industriell ist das Land kaum entwickelt. Vorrangige Industriezweige sind Lebensmittelverarbeitung, Textilindustrie, Herstellung von Baustoffen und die petrochemische Industrie. Die meisten Industriebetriebe sind in Bagdad und im Norden angesiedelt.

### Staatshaushalt
Der Staatshaushalt umfasste 2016 Ausgaben von umgerechnet 77,8 Mrd. US-Dollar, dem standen Einnahmen von umgerechnet 52,4 Mrd. US-Dollar gegenüber. Daraus ergibt sich ein Haushaltsdefizit in Höhe von 15,2 % des BIP.

Die Staatsverschuldung betrug 2016 106,4 Mrd. US-Dollar oder 63,7 % des BIP.
2020 betrug der Anteil der Staatsausgaben (in % des BIP) folgender Bereiche:
- Gesundheit: 5,1 %
- Bildung: 4,7 % (2016)
- Militär: 3,0 % (2023)

## Infrastruktur

### Verkehr

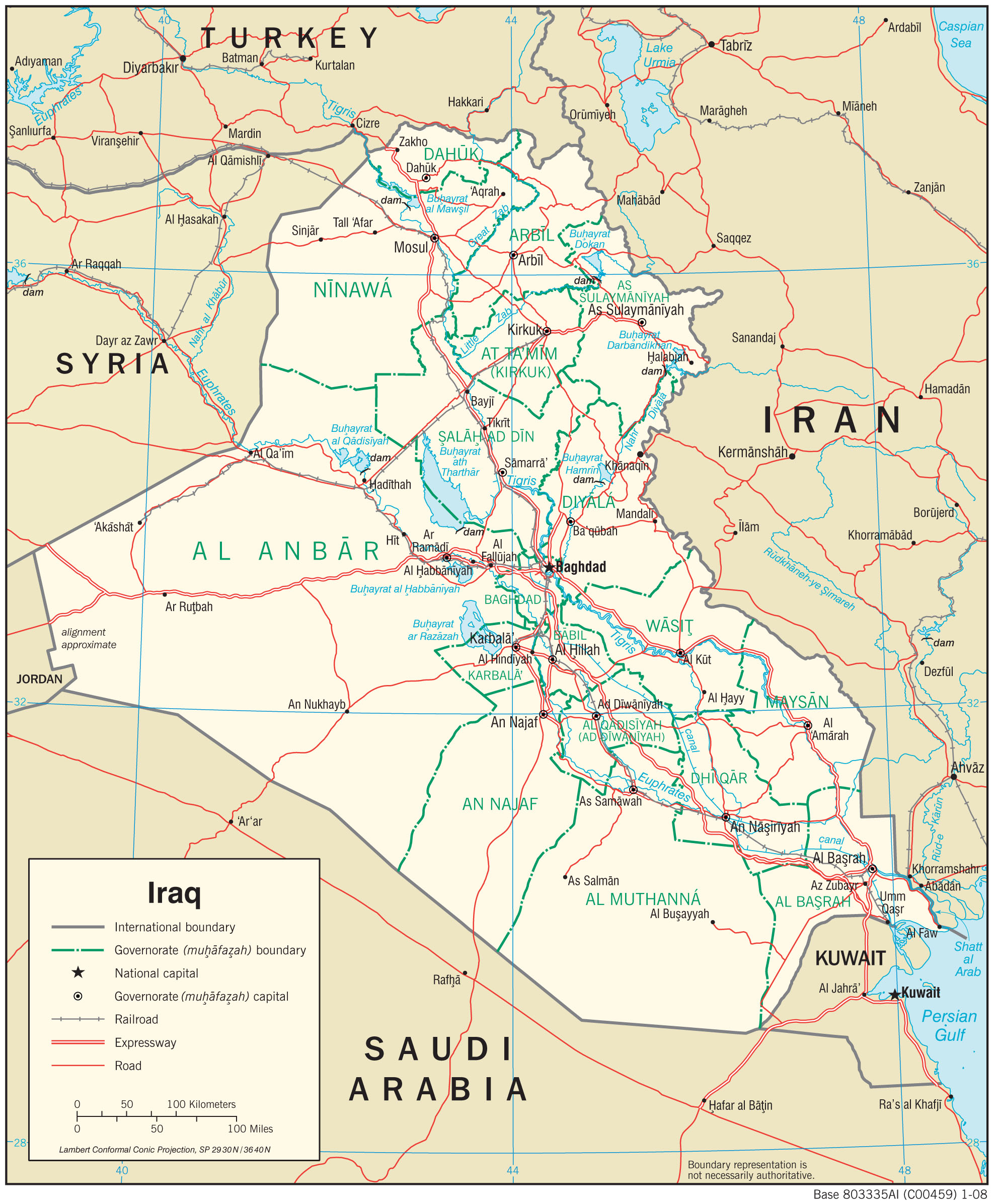
Karte der Verkehrsinfrastruktur des Iraks 2008

#### Straßenverkehr

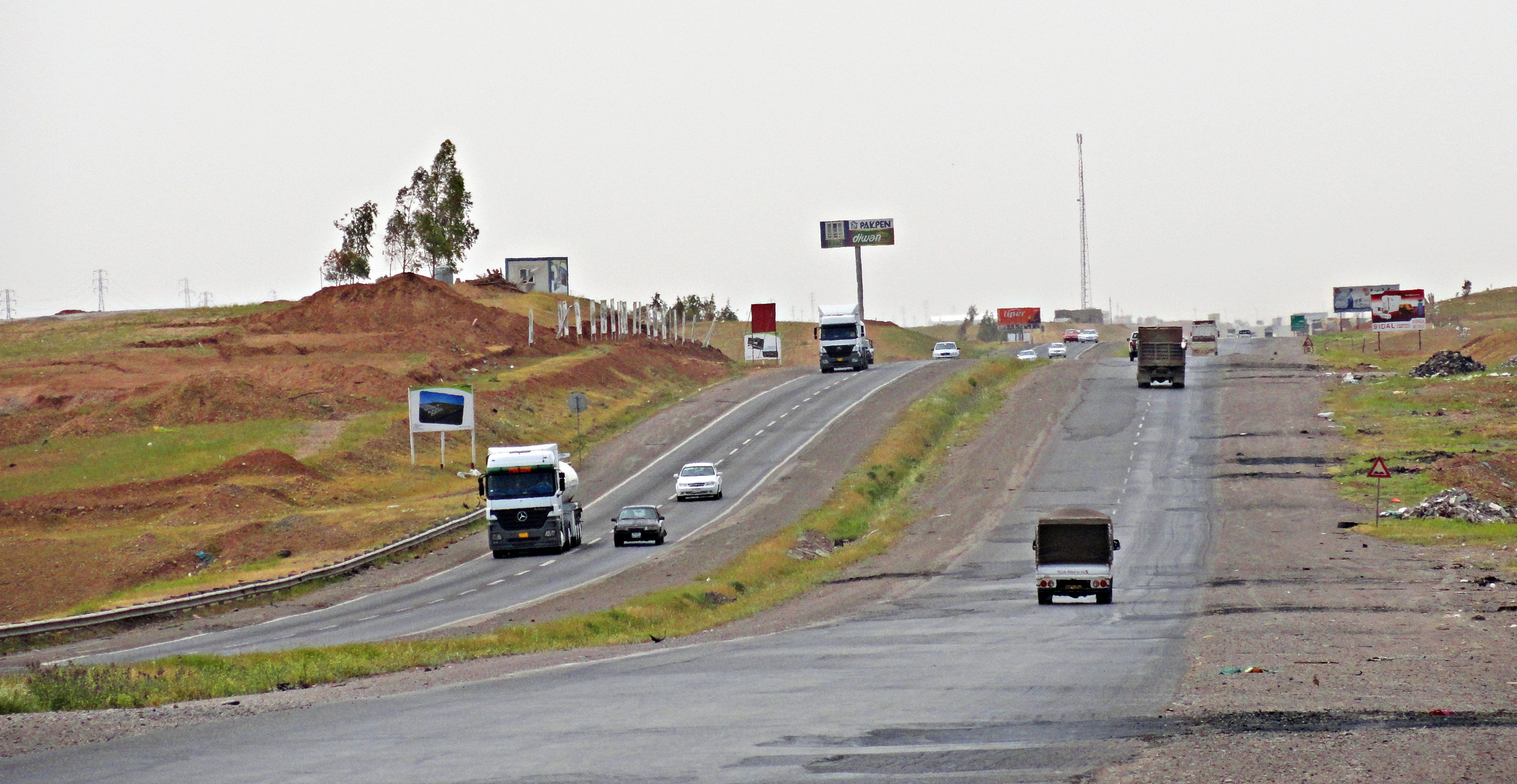
Highway 2 zwischen Erbil und Mossul

Das irakische Straßennetz umfasst 45.550 km, von denen 38.400 asphaltiert sind. Teilabschnitte von Überlandstraßen und Straßen in Ballungszentren (in denen bis auf private Buslinien/Sammeltaxis kein öffentlicher Verkehr existiert) sind mehrspurig, sonst sind selbst bedeutende Überlandstraßen zweispurig. Ausnahmen bilden die gerade in Bau befindlichen und zum Teil fertiggestellten Autobahnen im kurdischen Norden sowie die Straße Basra-Bagdad-Jordanien, die auf weiten Strecken autobahnähnlich ausgebaut ist.
Die Zahl der zugelassenen Autos ist nach dem Ende des Krieges stark gestiegen, hauptsächlich wegen der sprunghaft angestiegenen Einkommen und der weggefallenen Einfuhrzölle, was vor allem in den arabischen Ballungszentren zu Problemen führt, da dort aufgrund der prekären Sicherheitslage nicht ausreichend in den Ausbau des Straßennetzes investiert werden kann. Im Straßenverkehr kommt es deshalb zu sehr vielen tödlichen Unfällen. 2013 kamen im Irak insgesamt 20,2 Verkehrstote auf 100.000 Einwohner. Zum Vergleich: In Deutschland waren es im selben Jahr 4,3 Tote. Insgesamt kamen damit 6.800 Personen im Straßenverkehr ums Leben.

#### Schienenverkehr
Der Schienenverkehr im Irak wird von den Iraqi Republik Railways (IRR) betrieben. Die Spurweite beträgt 1435 mm. Der Schienenverkehr begann mit dem Bau der Bagdadbahn in den ersten Dekaden des 20. Jahrhunderts.
Das irakische Schienennetz bestand aus drei in Bagdad zusammenlaufenden Hauptstrecken und umfasste 2339 km. Ein Großteil ist nicht mehr befahrbar. In Betrieb befindet sich nur die Bahnstrecke Bagdad–Basra, die – seit 2015 – mit in China gebauten Zügen mehrmals in der Woche befahren wird. Von ca. 500 Dieselloks im Bestand der IRR sind ca. 30 betriebsfähig, von zwölf Dieseltriebwagen acht.
Mitte Februar 2010 wurde die Strecke Mossul–Gaziantep (Türkei) eröffnet. Die 18-stündige Fahrt führte über Syrien und fand einmal wöchentlich statt. Der Betrieb wurde allerdings bereits nach kurzer Zeit wieder eingestellt.

#### Flughäfen

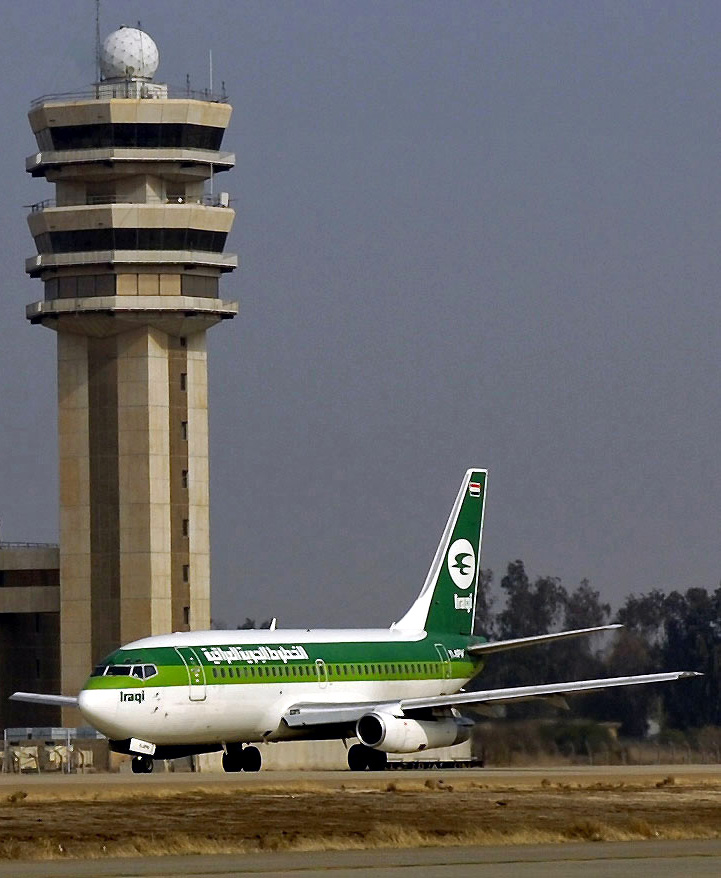
Eine Boeing 737-200 der Iraqi Airways am Flughafen Bagdad 2008

Im Irak gibt es über 100 Flugplätze und Landepisten, weiterhin verfügt das Land über sechs internationale Flughäfen (Bagdad, Erbil, Basra, Mossul, Nadschaf und Sulaimaniyya), zudem befindet sich der Flughafen Kerbela gerade in Bau. Ein weiterer Flughafen in Tikrit ist in Planung.
Die größte Luftfahrtsgesellschaft ist die staatliche Iraqi Airways.

#### Schifffahrt
Die einst bedeutende Binnenschifffahrt ist auf 1015 km Kanälen und Flüssen möglich, spielt heute jedoch nur noch eine untergeordnete Rolle.
Der Unterlauf des Stromes Schatt al-Arab verbindet die Hafenstadt Basra mit dem Persischen Golf und verschafft dem Irak eine schiffbare Verbindung zum Indischen Ozean sowie zur weltweiten Seefahrt.

### Telekommunikation
Im ganzen Land wird im Jahr 2022 die Anzahl der Festnetzanschlüsse auf ca. 2,4 Millionen geschätzt. Durch die maroden Netzwerke und die schlechte Infrastruktur sind ein Drittel davon nicht funktionsfähig. Im Jahr 2022 nutzten 79 Prozent der Einwohner des Irak das Internet.
Die bis dahin verbotene Mobilfunknutzung stieg von 300.000 Teilnehmern im Jahr 2003 auf über 23 Millionen im Jahr 2011 an, somit war im März 2011 gut 78 % des Landes erfasst. Den Markt beherrschen die drei Unternehmen Zain Iraq, Asiacell und Korek. Ein UMTS-Netzwerk besteht allerdings noch nicht.
Zu Zeiten Saddam Husseins war das Internet nur den Zuverlässigen und Reichen zugänglich. Um einen Zugang zu erhalten, musste man einen Antrag ans Kommunikationsministerium stellen und eine Gebühr von ca. 4000 Dollar bezahlen. Seit dem Sturz des Regimes hat sich die Nutzung rasant erhöht, wenngleich lediglich 1,1 % der Bevölkerung über einen privaten Anschluss verfügt. Auch viele politische Parteien verfügen über eigene Websites. Momentan üben Internetveröffentlichungen aber noch keinen Einfluss auf die Masse aus, das Medium wird fast ausschließlich zur Kommunikation genutzt. Die Jugendlichen benutzen häufig die in den diversen Jugendzentren zur Verfügung gestellten PCs. In den Ballungszentren sind auch Breitbandanschlüsse sowie Drahtlosverbindungen verfügbar.

### Elektrizität
Die Elektrizitätsproduktion des Landes konnte auch in den Jahren nach 2003 nicht mit der steigenden Nachfrage mithalten, weshalb es immer noch zu häufigen Stromausfällen kommt. Im Sommer 2012 konnte bei einem Verbrauch von 15.000 Megawatt lediglich 7200 Megawatt produziert werden. Die Versorgung lag deshalb bei durchschnittlich 8–9 Stunden. Die meisten Iraker sind deshalb weiterhin auf Notstromaggregate angewiesen. Die installierten Kapazitäten beliefen sich im Jahr 2022 auf 30 GW, jedoch waren nur ungefähr 23,4 GW verfügbar. Dennoch hat sich die Situation in den letzten Jahren verbessert und die durchschnittliche Versorgung liegt nun bei 20 Stunden am Tag.
Im Juni 2010 kam es aufgrund der schlechten Versorgungslage zu Protesten in Nassirija und Basra, bei denen ein Mensch getötet wurde. Der irakische Elektrizitätsminister trat daraufhin am 22. Juni 2010 von seinem Amt zurück.

## Kultur
Der Irak kann in fünf geographische Kulturräume kategorisiert werden: die kurdische und turkmenische Kultur mit ihren Zentren in Erbil und Sulaimaniya, die sich in die sunnitische Kultur mit ihrem Zentrum um Bagdad und die schiitische Kultur mit ihrem Zentrum Basra aufteilende Kultur der sesshaften Araber, die assyrische Kultur, in mehreren Städten des Nordens präsent und die Kultur der nomadischen Marsch-Araber, die in den Sümpfen zwischen Bagdad und Basra leben.

### Film
Filme wurden seit 1909 in Bagdad vorgeführt, diese waren meist für das britische Publikum bestimmt. Erst in den 1940er Jahren unter der Herrschaft König Faisals II. begann sich eine Filmindustrie zu entwickeln, als französische und britische Filmkonzerne sich in Bagdad niederließen. Im Jahr 1955 kam der Film Haidar Al-Omar’s Fitna wa Hassan, eine Verfilmung der Romeo-und-Julia-Geschichte, in die Kinos, der Film wurde auch im Ausland registriert. Nach dem Putsch von 1958 wurde die Cinema and Theater General Organization gegründet, sie koordinierte und plante zukünftige Filme im Staatsinteresse. So wurden hauptsächlich Dokumentationen gedreht. Nach 1979 geriet die irakische Filmindustrie in ihre größte Krise, aufgrund der Ressourcenknappheit ausgelöst durch den Irakisch-Iranischen Krieg. Trotzdem wurde im Jahr 1980 der 6 Stunden Epos über das Leben Saddam Husseins fertiggestellt. Einen weiteren Schlag erlitt die Filmindustrie nach dem Kuwaitkrieg, als ein Embargo gegen das Land verhängt wurde.
Seit der US-Invasion des Landes im Jahr 2003 versucht sich die Industrie langsam zu regenerieren und es gibt vereinzelte Filmprojekte wie zum Beispiel Kilomètre Zéro. Daneben gibt es zahlreiche ausländische Filme, die den Irak als Thema haben, so zum Beispiel Retour à Babylone des irakischen Regisseurs Abbas Fahdel oder Tal der Wölfe – Irak.

### Theater
Seit 1880 reisten Theatertruppen aus Europa in den Irak, um vor vornehmlich britischem Publikum in Schulen und Gemeindesälen zu spielen. Im 20. Jahrhundert begannen irakische Schriftsteller, Theaterstücke zu schreiben. Die großen Theaterhäuser sind das Rasheed, das Mansour und das Volkstheater. Aufgeführt werden Theaterstücke irakischer, indischer und türkischer Autoren ebenso wie die großen Dramen der Weltliteratur.

### Musik

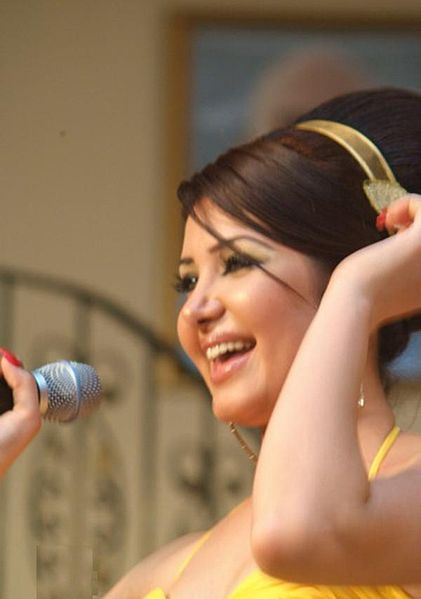
Dalli Hadad bei einem Konzert in Amman

Die Oud (Kurzhalslaute) und die Rabāb (Streichinstrument) dominieren die irakische Musik. Bekannte Musiker auf diesen Instrumenten sind unter anderem Munir Baschir (1928–1997), Ahmed Mukhtar (* 1967) und Nasir Schamma (* 1963). Erfolgreichster Popsänger des Landes ist Kaẓim al-Saher (* 1961), der in seiner Karriere bisher mehr als 30 Millionen Tonträger verkauft hat. Weiterhin sind die Sängerinnen Shatha Hassoun – die in der vierten Staffel der bekanntesten arabischen Musik-Casting-Show „Star Academy“ teilgenommen und gewonnen hat – und Dalli Hadad sowie der Sänger Majid Al Muhandis bekannt.

### Medien
Im Irak herrscht seit dem Sturz Saddam Husseins eine große Vielfalt an Medien. Die neue irakische Verfassung garantiert offiziell die Pressefreiheit. Die Nichtregierungsorganisation Reporter ohne Grenzen beurteilt die Lage der Pressefreiheit im Irak als „sehr ernst“. Die Nichtregierungsorganisation stellt fest, dass die Presse in einem stark politisierten Umfeld durch Milizen angegriffen, verhaftet oder eingeschüchtert wird. Es werde versucht die Recherche über Korruption und Unterschlagung mit schweren Drohungen zu unterbinden. Morde an Journalistinnen und Journalisten würden nicht aufgeklärt.
Im Jahr 2017 sind acht Journalisten im Irak getötet worden. Laut dem Bericht von Reporter ohne Grenzen steht der Tod der Opfer in direktem Zusammenhang mit deren journalistischer Tätigkeit.
Generell ist zu sagen, dass man im Irak zwischen zwei Arten von Medien unterscheiden muss: den parteienkontrollierten und den unabhängigen. Jede größere Partei im Irak hat ihr Zentralorgan, nicht wenige unterhalten auch Fernsehsender. Die kurdischen Parteien unterhalten Zentralorgane sowohl in kurdischer als auch in arabischer Sprache.

#### Zeitungen
Die ersten irakischen Zeitungen erschienen zur Zeit der osmanischen Besetzung des Irak. Am 15. Juni 1869 erschien mit al-Zawraa die erste Zeitung des Landes, sie sollte bis zum 11. März 1917 in Bagdad herausgegeben werden. Am 25. Juni 1889 erschien die erste Zeitung in Mossul, am 31. Dezember 1889 folgte die erste Zeitung in Basra.
Die erste irakische Verfassung von 1921 garantierte Pressefreiheit. Die irakische Presse galt bis 1958 als die freieste im ganzen Nahen Osten.
Nach dem Sturz der Monarchie wurden 1959 alle regierungskritischen Zeitungen geschlossen und die Vorzensur wurde eingeführt. 1969 wurden private Zeitungen verboten. Die irakischen Kommunisten durften von 1973 bis 1979 eine eigene Tageszeitung betreiben; diese wurde aber nach der Machtübernahme Saddam Husseins ebenfalls verboten. Zwischen 1979 und 2003 befand sich die Presse vollständig in der Hand der Husseins. Die 2003 herausgegebenen Tageszeitungen waren al-Dschumhuriya, al-Thawra, al-Qadissiya, al-Iraq, Babil sowie die Sportzeitung al-Baath al-Riyadi und der englischsprachige Baghdad Observer. Aufgrund des Papiermangels bedingt durch die Sanktionen mussten die Zeitungen die Anzahl ihrer Seiten kürzen und die Größe ihrer Ausgaben auf ein Viertel des Vorkriegsniveaus reduzieren, ab 1999 erschienen sie zweimal in der Woche in ihrer normalen Größe.
Heute sind die sieben wichtigsten Zeitungen:
- al-Sabah – finanziert von Iraqi Media Network, gegründet von der Coalition Provisional Authority (CPA)
- al-Zaman – Redaktionssitz ist London, Druckorte Bagdad und Basra
- al-Mada – Bagdad
- al-Maschriq – Bagdad
- al-Dustur – Bagdad
- Iraq Today – englischsprachige Wochenzeitung
- al-Mudschahed, al Schahed, Thaura Islamiyya – Bagdad, islamistisch

#### Hörfunk
Im Irak gibt es eine unüberschaubare Vielzahl von Radiosendern, viele davon lokal. Praktisch jede politische Vereinigung unterhält zumindest einen Lokalradiosender. Die wichtigen Radiosender sind:
- Republic of Iraq Radio – Nachfolger der Iraq Media Network-Radio Baghdad, gegründet von der CPA
- Radio Nahrain – Basra, finanziert von den Briten
- Voice of Iraq – Privatsender, Bagdad (Mittelwelle)
- Hot FM – Privatsender, Bagdad (UKW Musiksender)
- Radio Dijla – Privatsender, Bagdad (UKW Talk- und Musiksender)

#### Fernsehen
Das irakische Fernsehen nahm 1956 seinen Sendebetrieb auf und war somit eine der ältesten Fernsehanstalten im Nahen Osten. Neben dem regulären staatlichen Sender gründete Udai Hussein 1994 al-Shabab TV, der ausländische Filme und Sendungen ausstrahlte. In den späten 1990ern ging Iraq Satellite Channel auf Sendung. Während der Amtszeit Saddam Husseins war die Installation von Satellitenschüsseln strengstens verboten.
2003 wurde al-Iraqia Nachfolger von Iraq Television, daneben entstanden mehrere private Fernsehsender. Die wichtigsten sind al-Sharqiya, al-Baghdadiya, al-Fayhaa, al-Sumaria, al-Furat und der US-Koalitionssender al-Hurra. Im kurdischen Norden hatte bereits 1999 Kurdistan TV mit der Ausstrahlung begonnen. Auch ausländische Fernsehsender wie al-Dschasira und al-Arabiya werden gesehen.

### Sport
Beliebteste Sportart des Landes ist Fußball. Die nationale Fußballliga erfreut sich großer Beliebtheit. Wichtige Fußballvereine sind al-Zawraa, al-Talaba, al-Shorta, al-Quwa al-Dschawiya (alle aus Bagdad), al-Mina'a (Basra) und Erbil SC. Größtes Fußballstadion des Landes ist das 1966 erbaut al-Shaab-Stadion in Bagdad mit einem Fassungsvermögen von 66.000 Zuschauern. In Basra wurde 2013 ein Sportkomplex mit einem Hauptstadium für 65.000 Zuschauer und einem weiteren Stadium für 10.000 Zuschauer fertiggestellt.
Die irakische Nationalmannschaft konnte mehrere regionale Titel gewinnen. Ihre größten Erfolge waren die Qualifikation zur Fußball-Weltmeisterschaft 1986 in Mexiko sowie der Titelgewinn bei der Fußball-Asienmeisterschaft 2007. Ein weiterer Erfolg war der vierte Platz bei den Olympischen Spielen 2004. Der irakische Fußballverband heißt al-Ittihad al-ʿiraqi li-kurat al-qadam, englisch Iraq Football Association, IFA.
Nebenbei sind auch andere Sportarten wie Gewichtheben, Kampfsport, Futsal, Basketball oder Schwimmen beliebt. Bei den Olympischen Sommerspielen 1960 in Rom holte der Gewichtheber Abdu l-Wahid Aziz im Leichtgewicht die Bronzemedaille, bis heute die einzige olympische Medaille des Landes.
Special Olympics Irak wurde 2000 gegründet und nahm mehrmals an Special Olympics Weltspielen teil.